# Haliotis
Pour les articles homonymes, voir Abalone et Haliotis (homonymie).
 (août 2009).
Genre
Le genre Haliotis, du grec ἅλιος « marin » et οὖς, ὠτός « oreille », regroupe de nombreuses espèces de mollusques marins à coquille unique, qu'on trouve dans les eaux peu profondes du littoral. Ils vivent dans les eaux froides à tempérées et subtropicales des hémisphères Nord et Sud. On les nomme habituellement ormeaux, oreilles de mer, truffe de mer, ou encore abalone.
Le genre Haliotis appartient à la famille des Haliotidae, dont il est le seul genre actuel.
L'ormeau est traditionnellement ramassé pour consommation en Australie, aux États-Unis, au Mexique et dans la région indo-Pacifique, ainsi qu'en Bretagne et en Normandie. Dans la Manche, il est appelé gofiche ou goufique.
En Nouvelle-Zélande, où il est principalement désigné par son nom maori, paua, il est réputé pour sa chair, mais surtout pour la nacre de couleur bleue irisée de sa coquille.
Les principaux consommateurs sont la Chine, le Japon, la Corée, l'Europe, les États-Unis, Singapour et Hong Kong.[réf. nécessaire]

## Description et biologie

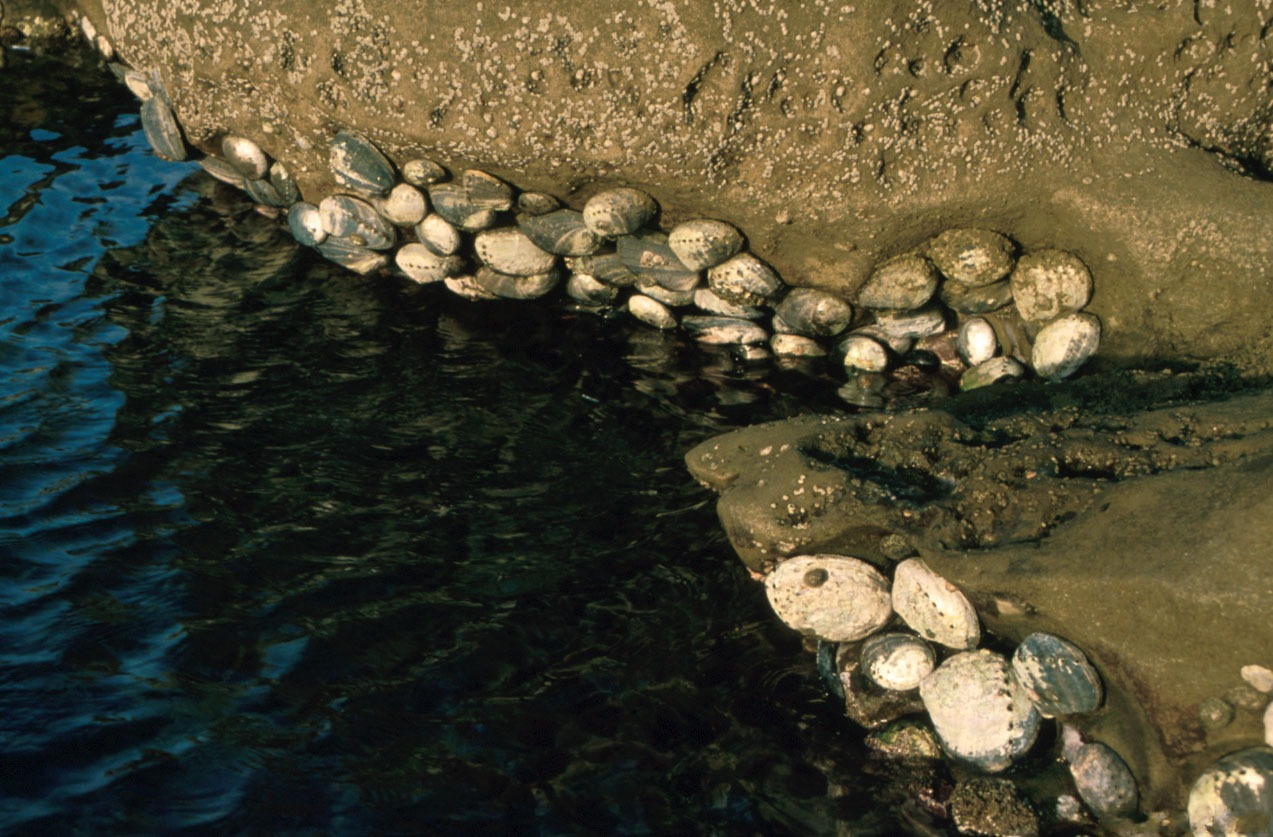
Là où ils n'ont pas été surexploités, les ormeaux peuvent former d'importantes colonies

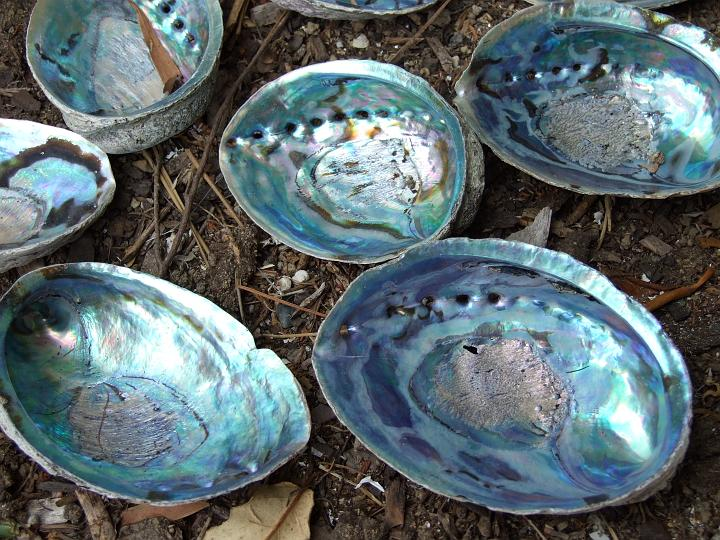
La nacre des ormeaux est une des causes de leur disparition

Les ormeaux sont des gastéropodes prosobranches relativement primitifs, de l'ordre des Vetigastropoda. Ils se nourrissent d'algues qu'ils râpent sur la roche, de morceaux de laminaires, et de particules végétales en suspension dans l’eau. Certaines espèces sont cultivées, en mer ou à terre dans des bassins.

### Croissance
La phase de développement larvaire de la fécondation à la larve pédi-véligère dure trois à cinq jours en fonction de la température. Les larves sont planctoniques et lécitotrophes. La coquille de la larve est d'abord fine, transparente, enroulée sur elle-même en forme d'escargot. La calcification de la coquille démarre très tôt, dès la mise en place de la protoconque. 
À partir de la métamorphose, la post-larve perd sa capacité à nager et commence à s'alimenter de micro-algues benthiques ; sa coquille se construit alors à plat. C'est à partir de six mois environ que l'ormeau fuit la lumière et ne se déplace que la nuit pour se nourrir. Le premier pore respiratoire, petit orifice dans la coquille au-dessus de la cavité renfermant les branchies, apparaît alors à partir de 2 mm ; d'autres pores apparaissent progressivement, formant un alignement. La face interne de la coquille de l'ormeau est constituée de nacre, d'un éclat vert, bleu ou rose iridescent. Dans la nature, la face externe se couvre rapidement d'algues et de divers organismes marins, ce qui camoufle l'animal, lequel devient difficile à repérer sur le substrat qui porte la même couverture.
Les adultes vivent accrochés aux rochers, dans une zone peu profonde où le courant ou les vagues oxygènent suffisamment l'eau. Ils ne se déplacent presque plus durant leur croissance.

### Espèces
On recense environ 66 espèces d'ormeaux, dont la plupart vivent dans les eaux peu profondes et se développent lentement.
Une seule espèce représente le genre Haliotis en Europe : Haliotis tuberculata. En Méditerranée, il est parfois considéré comme une sous-espèce, Haliotis tuberculata f. lamellosa.
La France d'outre-mer comprend aussi les espèces Haliotis rugosa et Haliotis unilateralis (Réunion et Mayotte), Haliotis midae (Mayotte), Haliotis asinina et Haliotis clathrata et Haliotis dissona et Haliotis diversicolor et Haliotis jacnensis et Haliotis ovina (Nouvelle-Calédonie), Haliotis varia (Nouvelle-Calédonie et peut-être îles éparses) et Haliotis pulcherrima (Polynésie Française).
Le plus grand peut atteindre les 14 centimètres et peser jusqu'à 350 g.[réf. nécessaire], mais les sujets cultivés sont vendus dès qu'ils atteignent 40 g (6 cm de coquille environ)[réf. nécessaire].
L'ormeau est hémophile, il ne faut donc pas le blesser pendant la récolte (en cas d'élevage)[réf. nécessaire].
Haliotis gigantea fabriquerait des perles irrégulières.

## Menace

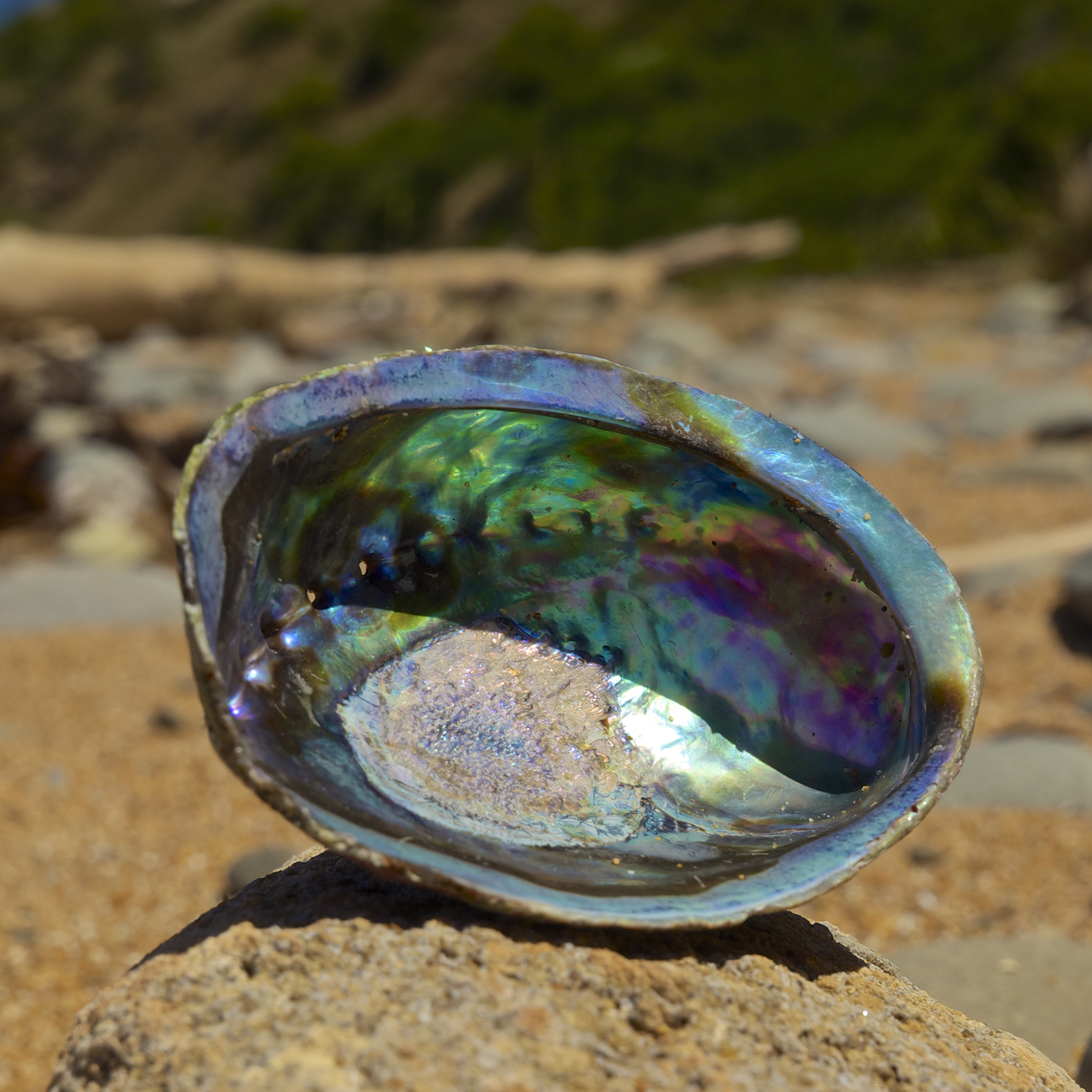
Nacre de Haliotis iris.

L'ormeau est un mets raffiné très recherché par les gourmets en Bretagne ou en Asie. Sa nacre est elle aussi très recherchée (pour les rosaces de guitare par exemple). Comme il est assez rare, son prix est élevé et cela entraîne une surexploitation de ses stocks, ayant entraîné sa disparition sur une grande partie des littoraux fréquentés par des pêcheurs amateurs ou professionnels spécialisés, voire des braconniers.
Cet animal devenant rare, ou ayant disparu d'une partie de son aire de répartition, l'élevage est pratiqué, qui semble rentable. En France, plusieurs élevages sont actuellement en développement. Il peut s'élever à terre en bassin ou en pleine mer.
En 1992, un ormeau de culture de 7,5 cm de long se vendait 60 dollars le kilogramme, 30-40$ CAN/kilo au Canada[réf. nécessaire]. Depuis, les prix de l'ormeau subissent une hausse constante[réf. nécessaire], compte tenu de la rareté des approvisionnements, de sa régression à l'état sauvage (surexploitation) et de la demande croissante de certains consommateurs.

## Protection
En réaction à sa raréfaction ou à des disparitions locales importantes, plusieurs pays ont imposé des quotas sévères de récolte ou une protection, mais souvent après un délai important et des manques de moyens de contrôle (garde-côte, etc). C'est une espèce à faible taux de reproduction[réf. nécessaire], qui souffre peut-être de la pollution globale des océans, plus concentrée sur les eaux littorales où il vit.
Certains pays comme le Canada en ont interdit la pêche, et des élevages y sont encouragés ou autorisés. Il continue à régresser depuis sa protection intégrale en Colombie-Britannique. Il fait l'objet d'un braconnage important. Il pourrait souffrir de pollution génétique là où des souches étrangères sont élevées en raison d'une productivité supposée meilleure. L’haliotide pie a été déclaré menacée en avril 1999 au Canada, mais il n'a été déclaré espèce protégée qu'en juin 2003.
Réintroduction ? Sa seule protection ne semble pas suffire à permettre la reconstitution de population. Le Bamfield Marine Sciences Centre et des étudiants et bénévoles tentent de le réintroduire dans la nature à partir de « semis » de sujets d’écloserie (« haliotide pie », ou « ormeau nordique », Haliotis kamtschatkana) au Canada, depuis les années 2000.[réf. nécessaire]
Les espèces protégées dans ce genre sont :
- Espèces vulnérables : Haliotis corrugata, Haliotis fulgens ;
- Espèces en danger : Haliotis kamtschatkana ;
- Espèces en danger critique d'extinction : Haliotis cracherodii, Haliotis sorenseni ;
- autres statuts : Haliotis rufescens (en danger au Canada).

## Consommation

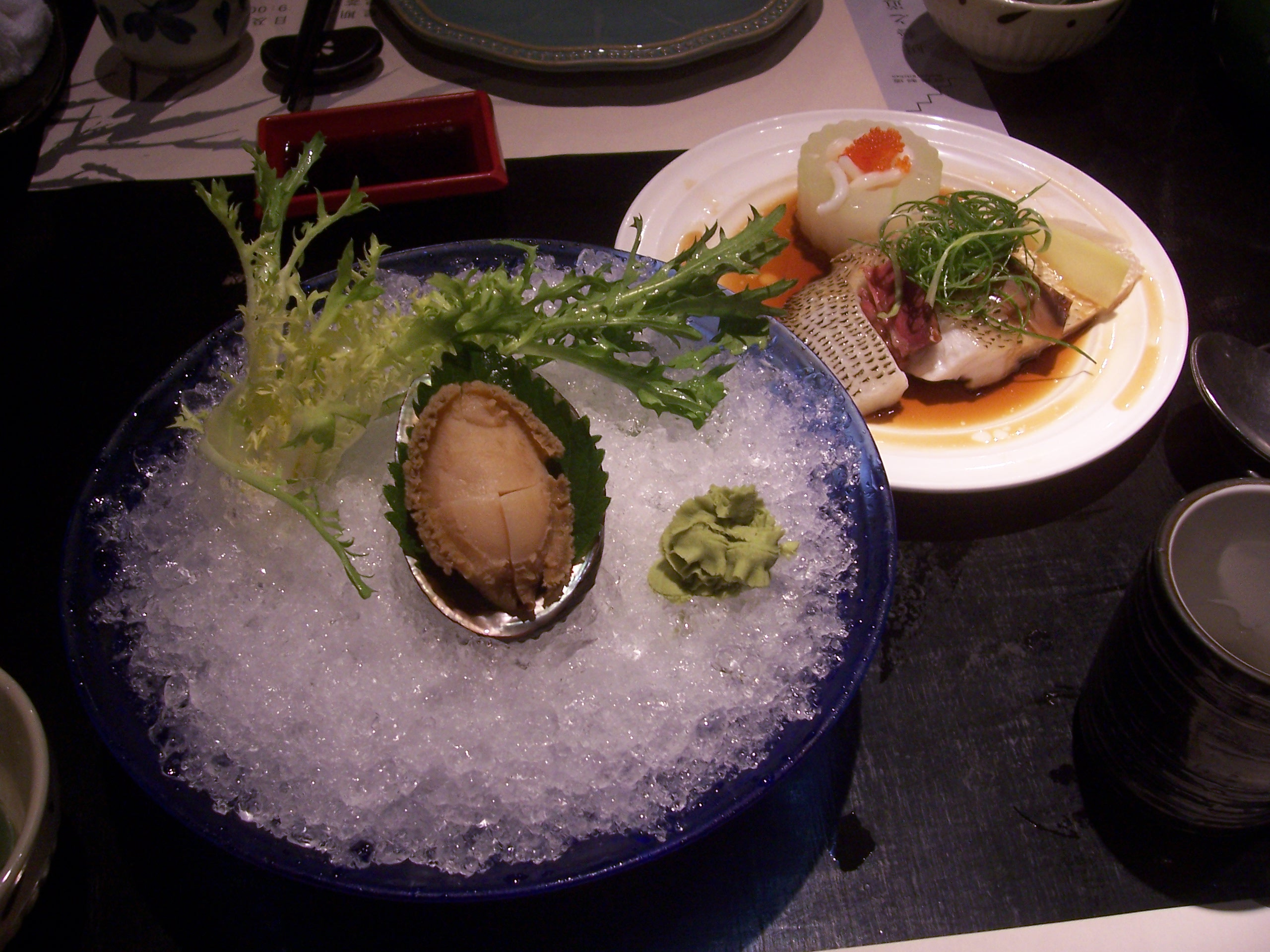
Ormeau servi dans le restaurant cantonais "Made in kitchen". L'ormeau est servi cuit avec du wasabi à la mode japonaise.

Partout où ce mollusque est présent en abondance, il est source de nourriture humaine depuis longtemps. Sa chair est particulièrement appréciée dans différentes cuisines : Amérique Latine (Chili), France, Nouvelle-Zélande, Asie du nord-est (Chine, Japon, Corée).
Dans les régions sinophones, sous le nom de bao yu, ce plat figure dans les banquets, comme d’autres mets de choix, soupe d'aileron de requin ou soupe « Nid d'hirondelle »...
La cuisine japonaise utilise l’ormeau, vivant et cru (en awabi sushi) ou cuit de diverses manières, ou fermenté (dans le tottsuru). Il s’agit de l’Haliotis gigantea (jap. 雌貝(鮑), megai (awabi), ou du plus courant Haliotis japonica (syn. Sulculus diversicolor supertexta syn. Haliotis diversicolor supertexta, jap. 床臥/常節, Tokobushi), également utilisable comme élément de Noshi (origami), cadeau traditionnel de départ.
La cuisine californienne le présente en pizza, sauté avec de la mangue caramélisée, ou en « steak » avec un émietté de cracker. Le chilean abalone vendu aux États-Unis est un faux ormeau, et un vrai mollusque muricidae Concholepas concholepas.

## Liste des espèces
Selon World Register of Marine Species (9 septembre 2017) :

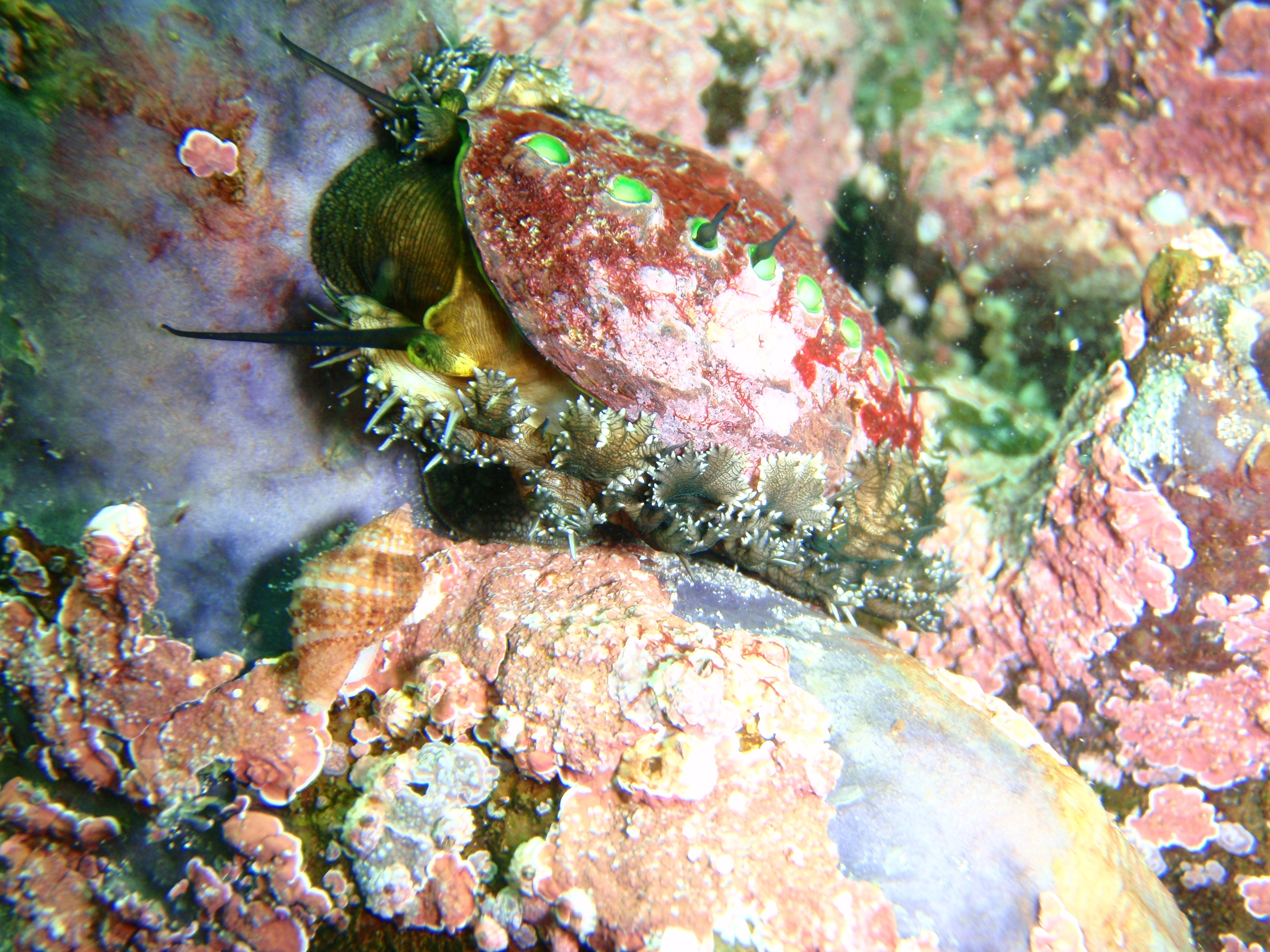
Haliotis parva vivant.

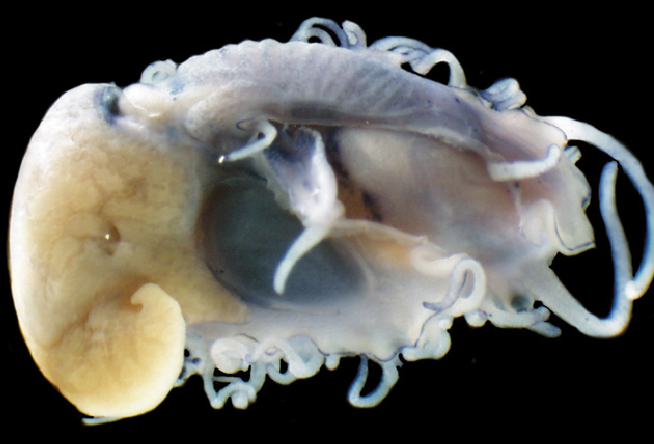
Anatomie interne d'un Haliotis asinina.

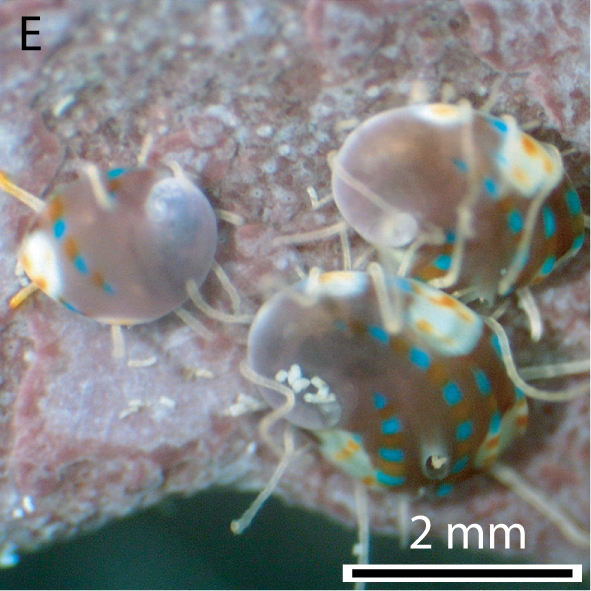
Juvéniles de Haliotis asinina.

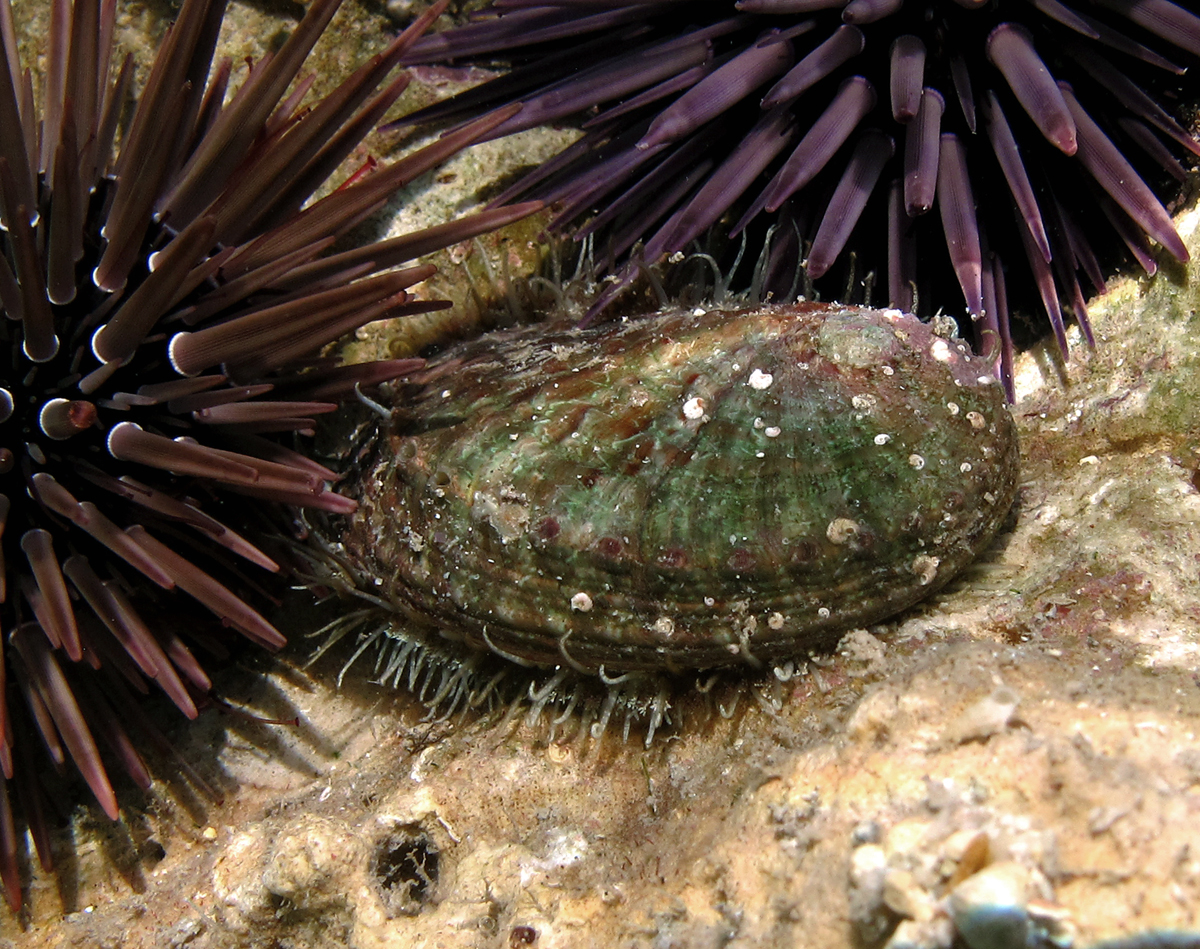
Haliotis rugosa à La Réunion.

- Haliotis alfredensis Bartsch, 1915
- Haliotis arabiensis Owen, Regter & Van Laethem, 2016
- Haliotis asinina Linnaeus, 1758
- Haliotis australis Gmelin, 1791
- Haliotis bistriata Gmelin, 1791
- Haliotis brazieri Angas, 1869
- Haliotis clathrata Reeve, 1846
- Haliotis coccoradiata Reeve, 1846
- Haliotis corrugata W. Wood, 1828
- Haliotis cracherodii Leach, 1814
- Haliotis cyclobates Péron & Lesueur, 1816
- Haliotis dalli Henderson, 1915
- Haliotis discus Reeve, 1846
- Haliotis dissona (Iredale, 1929)
- Haliotis diversicolor Reeve, 1846
- Haliotis drogini Owen & Reitz, 2012
- Haliotis elegans Koch in Philippi, 1844
- Haliotis fatui Geiger, 1999
- Haliotis flemingi Powell, 1938 †
- Haliotis fulgens Philippi, 1845
- Haliotis geigeri Owen, 2014
- Haliotis gigantea Gmelin, 1791
- Haliotis glabra Gmelin, 1791
- Haliotis iris Gmelin, 1791
- Haliotis jacnensis Reeve, 1846
- Haliotis kamtschatkana Jonas, 1845
- Haliotis laevigata Donovan, 1808
- Haliotis madaka (Habe, 1977)
- Haliotis mariae W. Wood, 1828
- Haliotis marmorata Linnaeus, 1758
- Haliotis mathesonensis (Eagle, 1996) †
- Haliotis matihetihensis (Eagle, 1999) †
- Haliotis melculus (Iredale, 1927)
- Haliotis midae Linnaeus, 1758
- Haliotis mykonosensis Owen, Hanavan & Hall, 2001
- Haliotis ovina Gmelin, 1791
- Haliotis parva Linnaeus, 1758
- Haliotis planata G. B. Sowerby II, 1882
- Haliotis pourtalesii Dall, 1881
- Haliotis powelli C. A. Fleming, 1952 †
- Haliotis pulcherrima Gmelin, 1791
- Haliotis queketti E. A. Smith, 1910
- Haliotis roberti McLean, 1970
- Haliotis roedingi Menke, 1844
- Haliotis roei Gray, 1826
- Haliotis rosacea Reeve, 1846
- Haliotis rosea Orcutt, 1900
- Haliotis ruber Leach, 1814
- Haliotis rubicunda (Montfort, 1810)
- Haliotis rubicunda Röding, 1798
- Haliotis rubiginosa Reeve, 1846
- Haliotis rubra Leach, 1814
- Haliotis rufescens Swainson, 1822
- Haliotis rugosa Lamarck, 1822
- Haliotis rugosa Reeve, 1846
- Haliotis rugosoplicata Schumacher, 1817
- Haliotis sanguinea Hanley, 1840
- Haliotis scabricostata Menke, 1843
- Haliotis scalaris (Leach, 1814)
- Haliotis scutulum Reeve, 1846
- Haliotis semiplicata Menke, 1843
- Haliotis semistriata Reeve, 1846
- Haliotis sieboldii Reeve, 1846
- Haliotis sinuata Perry, 1811
- Haliotis smithsoni Bartsch, 1940
- Haliotis sorenseni Bartsch, 1940
- Haliotis spadicea Donovan, 1808
- Haliotis speciosa Reeve, 1846
- Haliotis splendens Reeve, 1846
- Haliotis splendidula Williamson, 1893
- Haliotis squamata Reeve, 1846
- Haliotis squamosa Gray, 1826
- Haliotis stalennuyi Owen & Berschauer, 2017 †
- Haliotis stomatiaeformis Reeve, 1846
- Haliotis striata Linnaeus, 1758
- Haliotis strigata Weinkauff, 1883
- Haliotis subvirginea Weinkauff, 1883
- Haliotis sulcosa Philippi, 1845
- Haliotis supertexta Lischke, 1870
- Haliotis tayloriana Reeve, 1846
- Haliotis thailandis Dekker & Patamakanthin, 2001
- Haliotis tomricei Patamakanthin, 2002
- Haliotis tricostalis Lamarck, 1822
- Haliotis tricostata W. Wood, 1828
- Haliotis tuberculata Linnaeus, 1758
- Haliotis tubifera Lamarck, 1822
- Haliotis turveri Bartsch, 1942
- Haliotis tuvuthaensis Ladd in Ladd & Hofmeister, 1945 †
- Haliotis unilateralis Lamarck, 1822
- Haliotis varia Linnaeus, 1758
- Haliotis venusta A. Adams & Reeve, 1848
- Haliotis virginea Gmelin, 1791
- Haliotis virginea Reeve, 1846
- Haliotis viridis Reeve, 1846
- Haliotis vixlirata Cotton, 1943
- Haliotis volcanius Patamakanthin & Eng, 2002
- Haliotis volhynica Eichwald, 1829 †
- Haliotis vulgaris da Costa, 1778
- Haliotis waitemataensis Powell, 1938 †
- Haliotis walallensis Stearns, 1899
- Haliotis whitehousei (Colman, 1959)
- Haliotis zealandica Reeve, 1846
- Haliotis ziczac Reeve, 1846

## Galerie

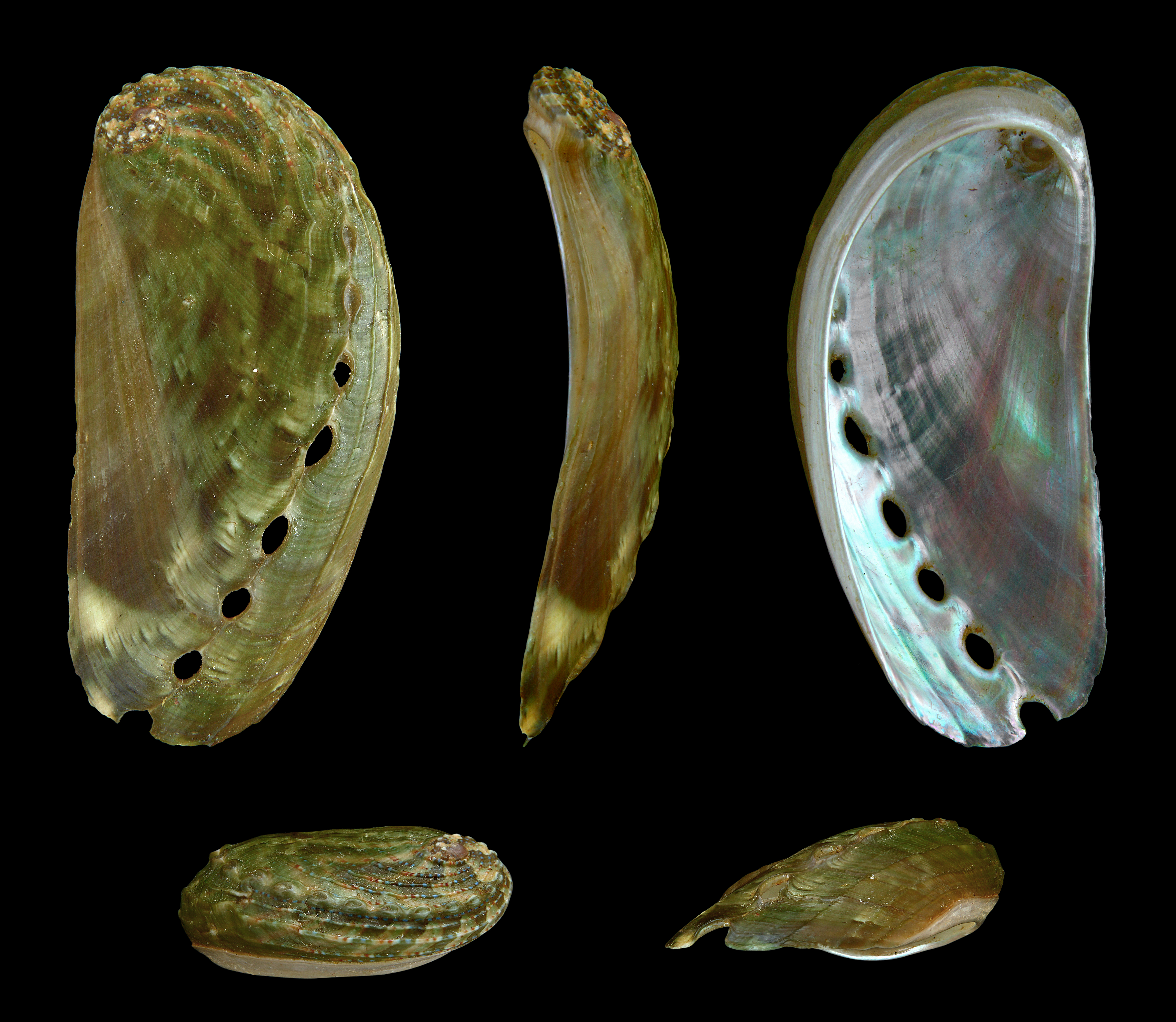
Haliotis asinina
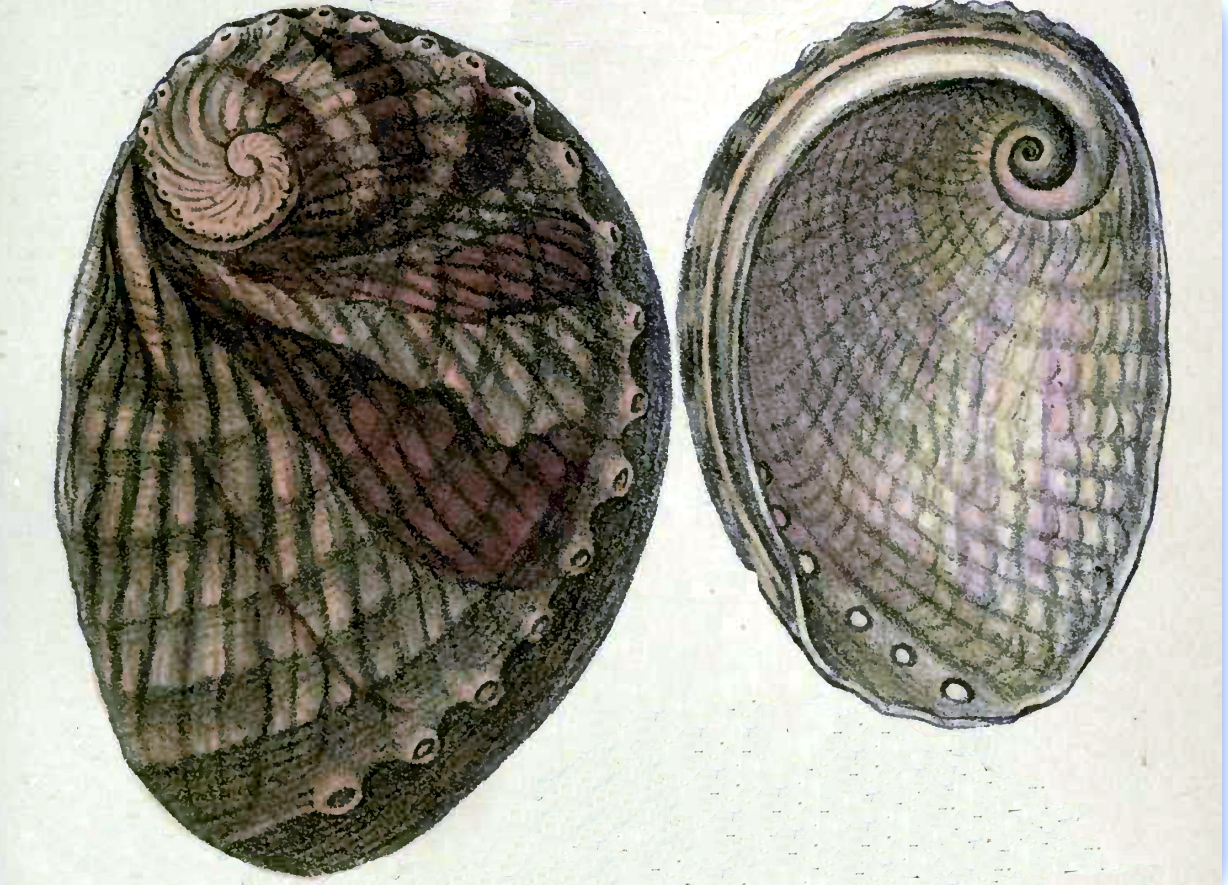
Haliotis australis
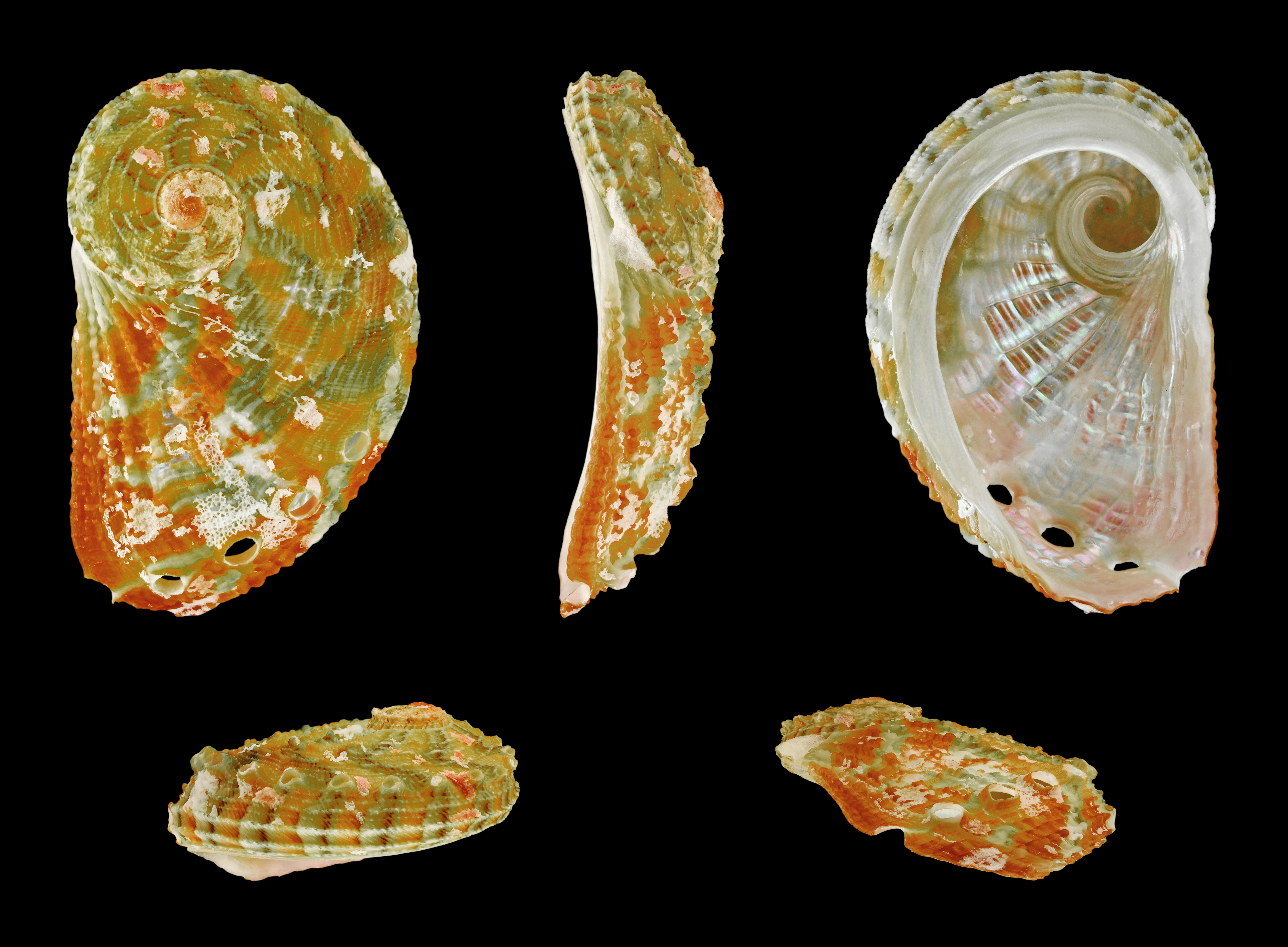
Haliotis clathrata
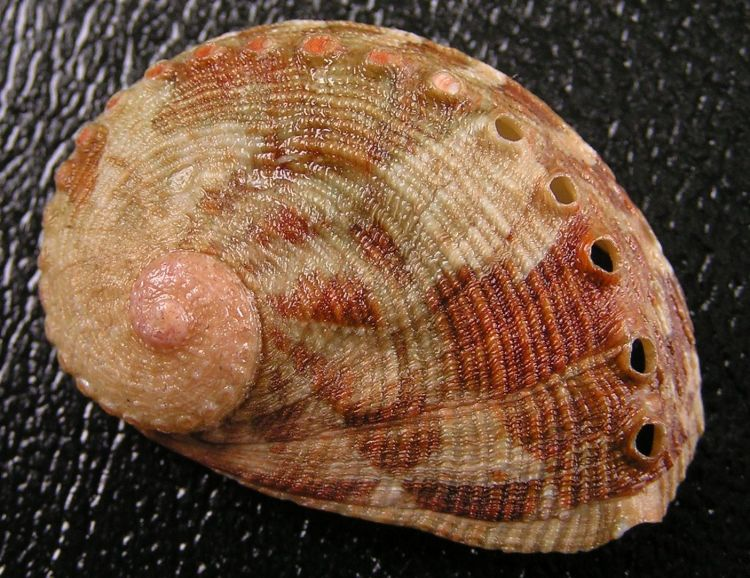
Haliotis coccoradiata
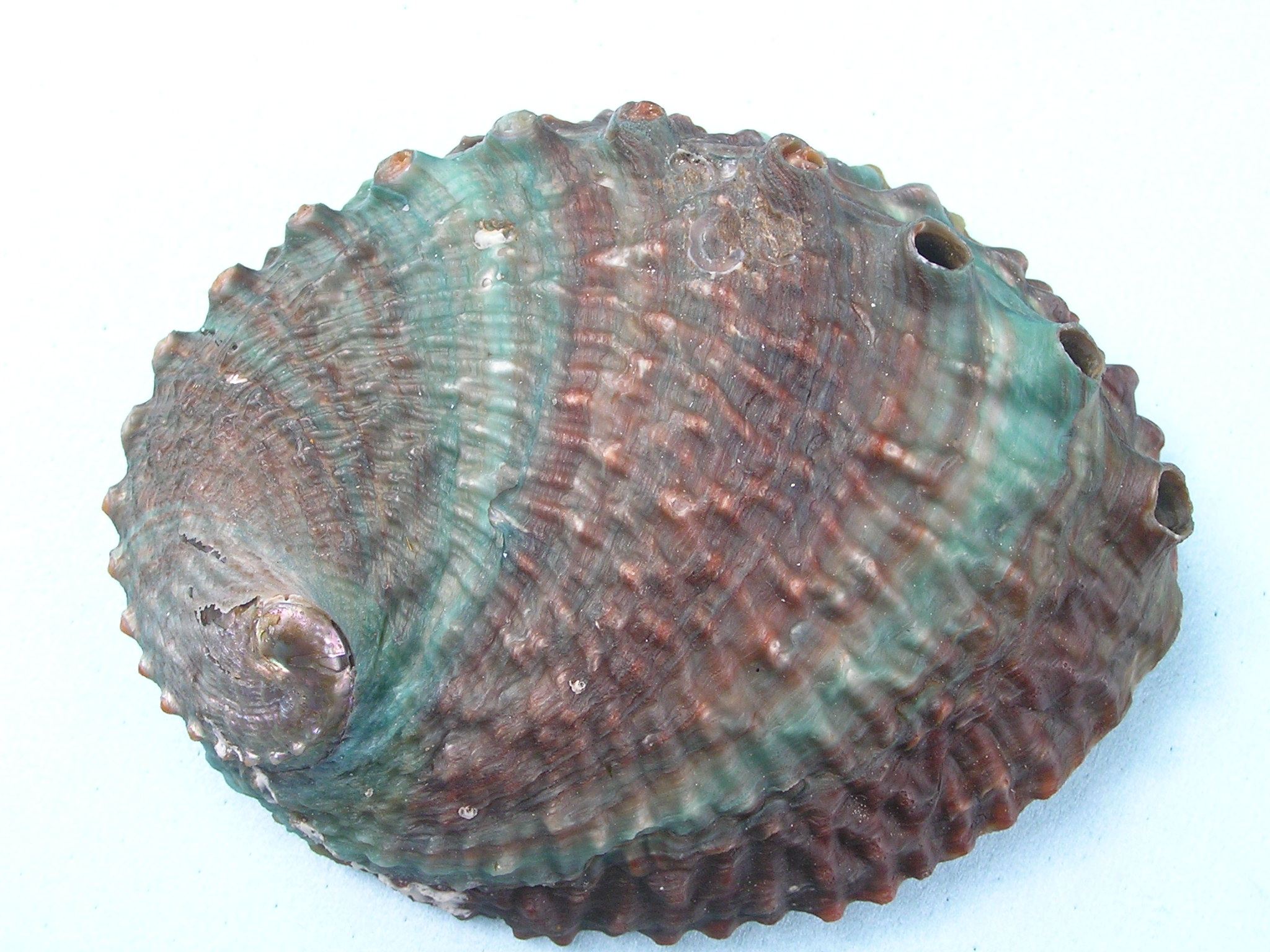
Haliotis corrugata
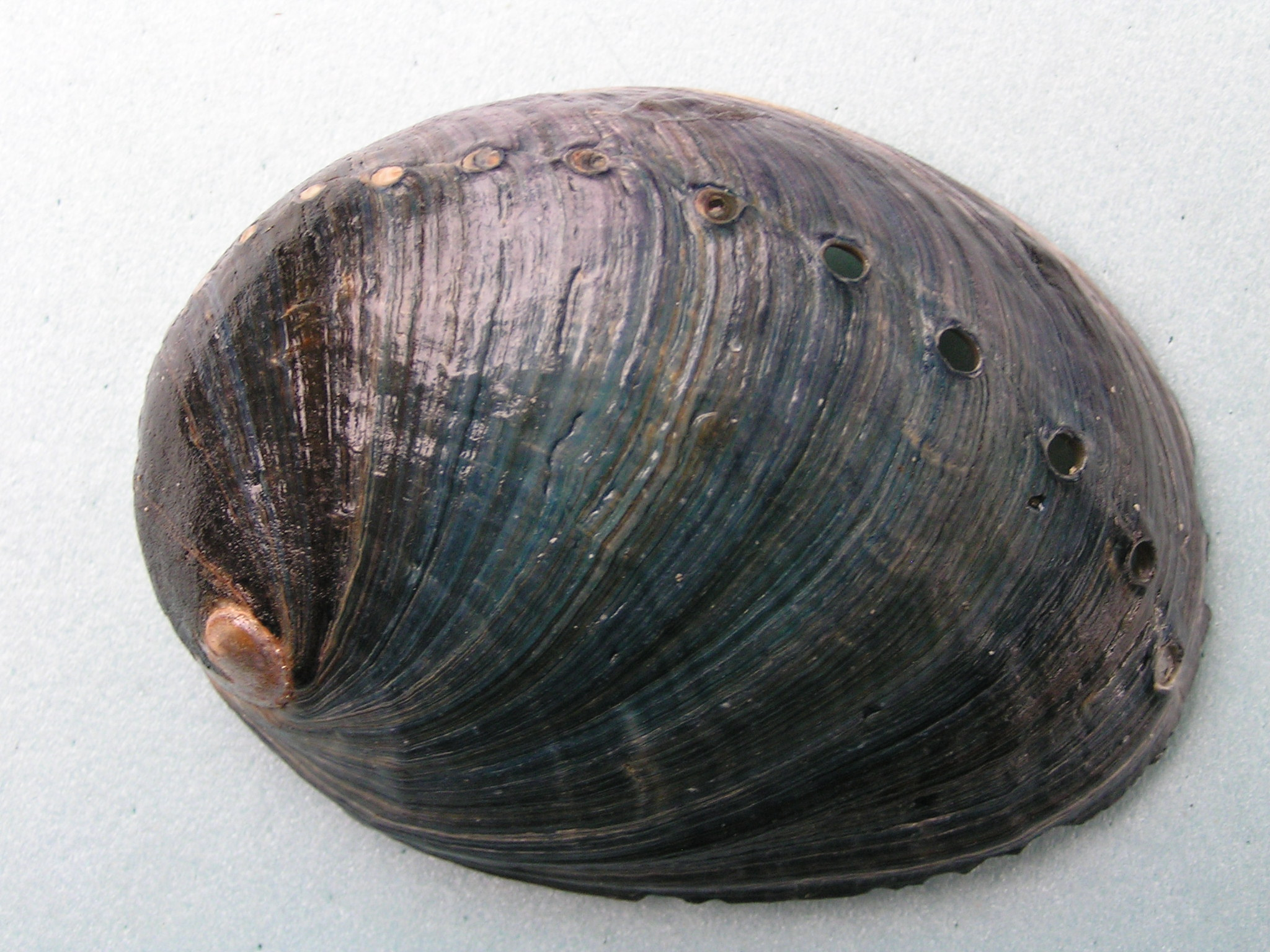
Haliotis cracherodii
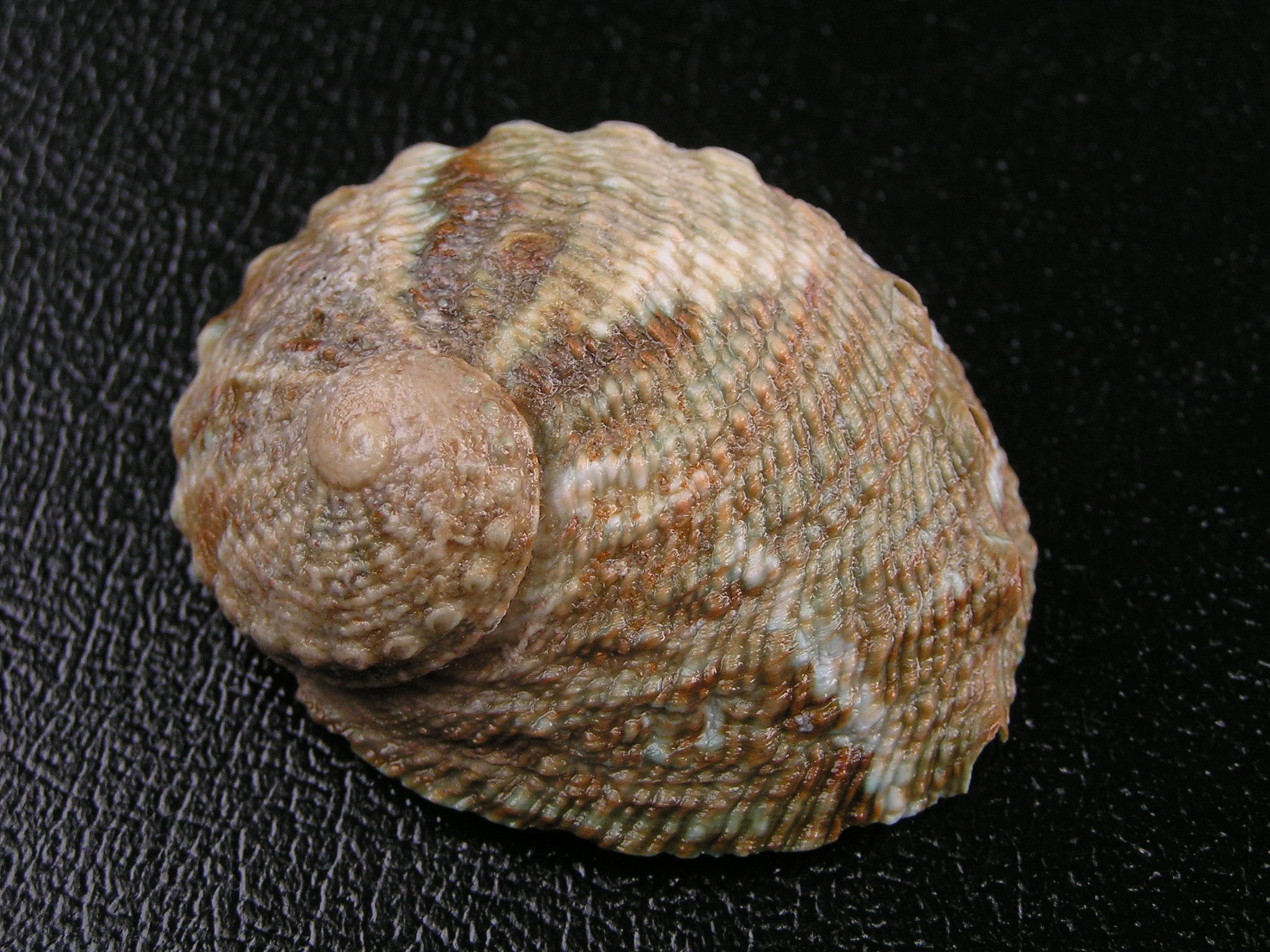
Haliotis cyclobates
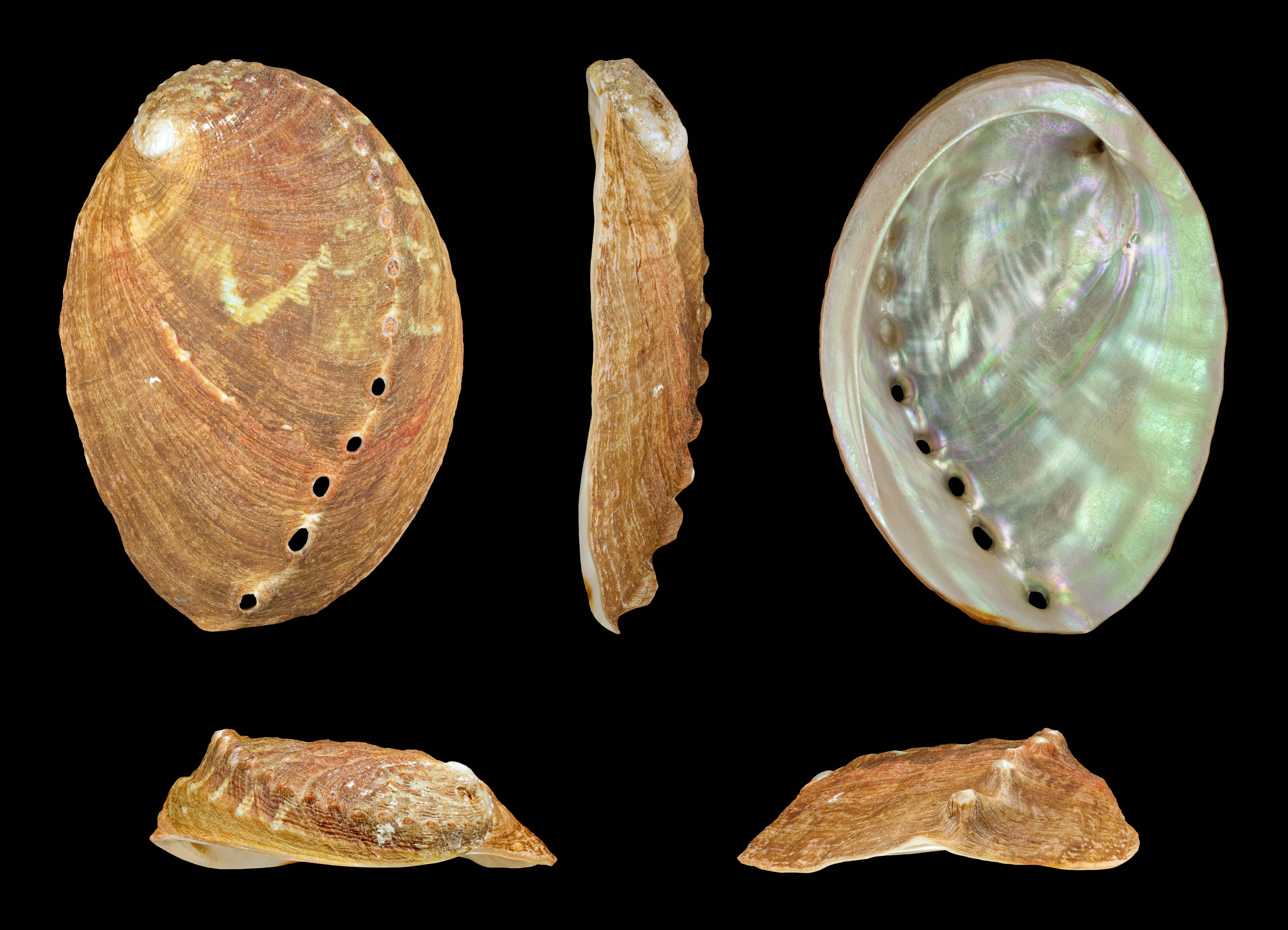
Haliotis discus discus
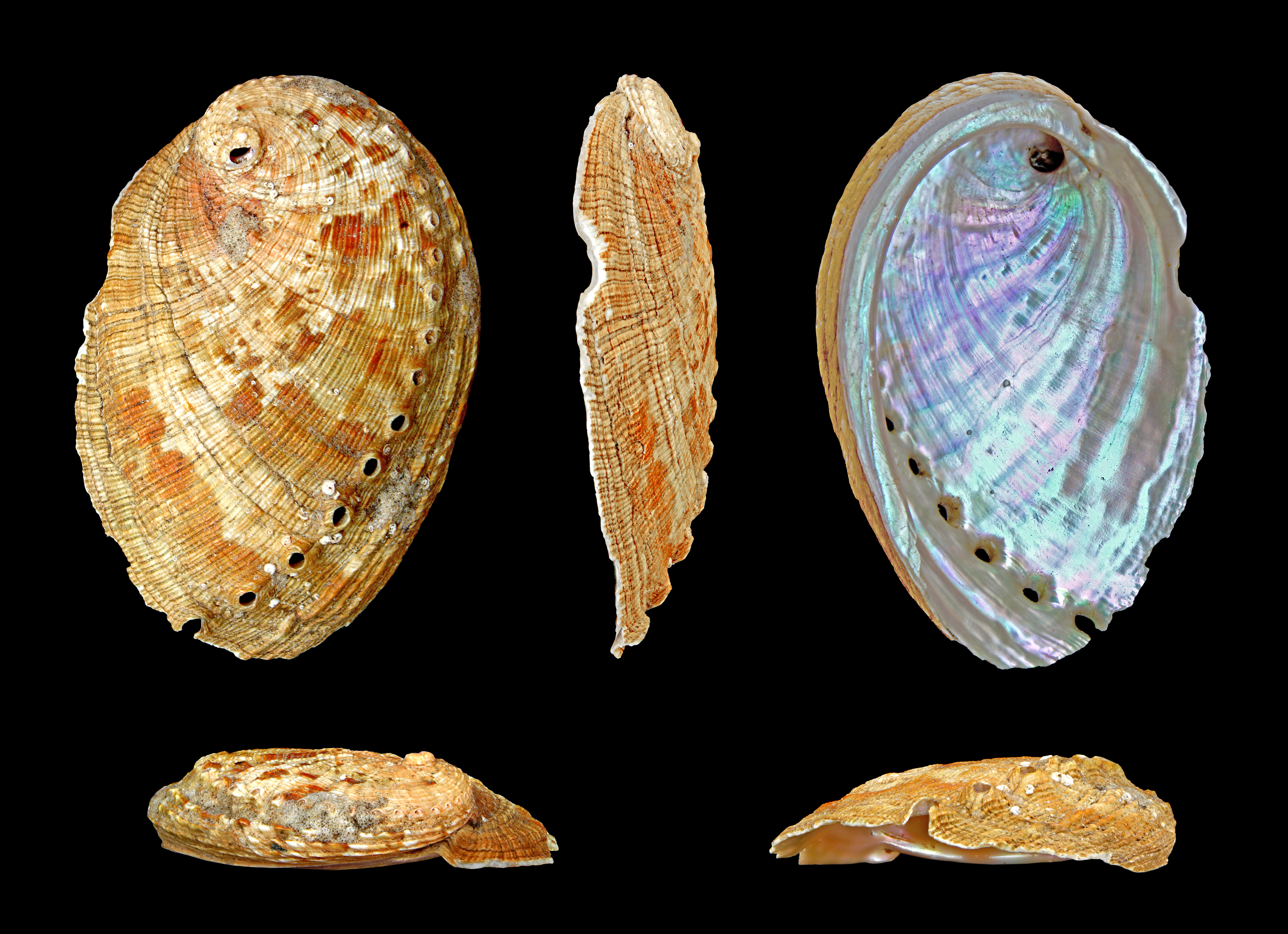
Haliotis diversicolor
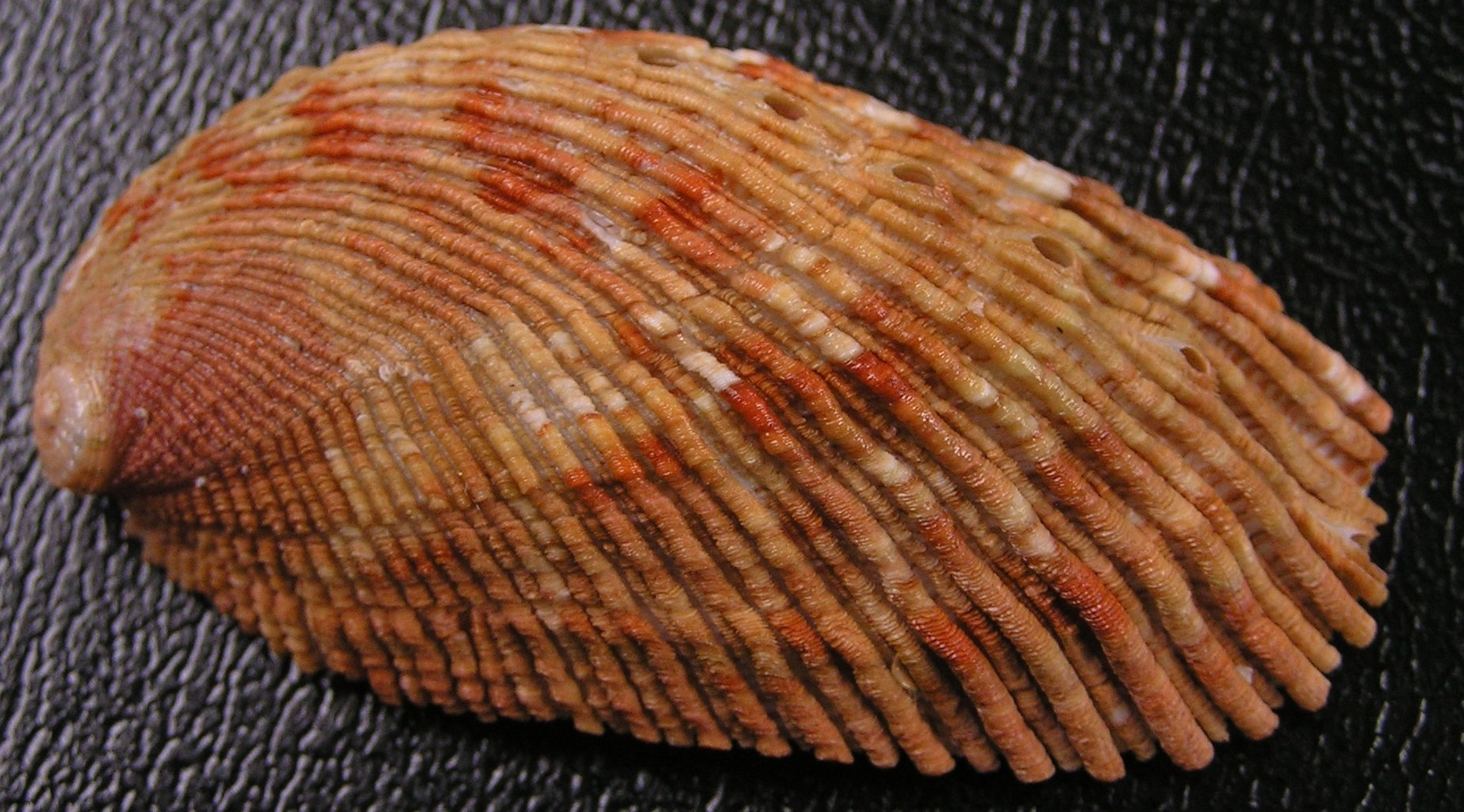
Haliotis elegans
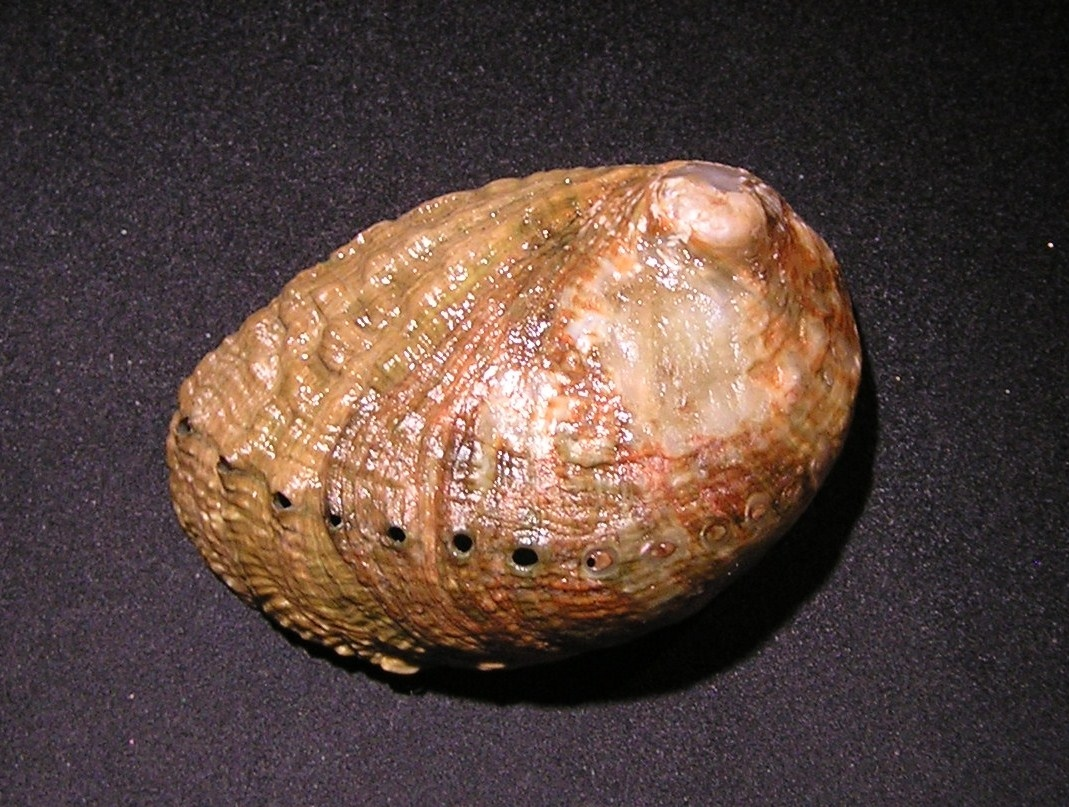
Haliotis fatui
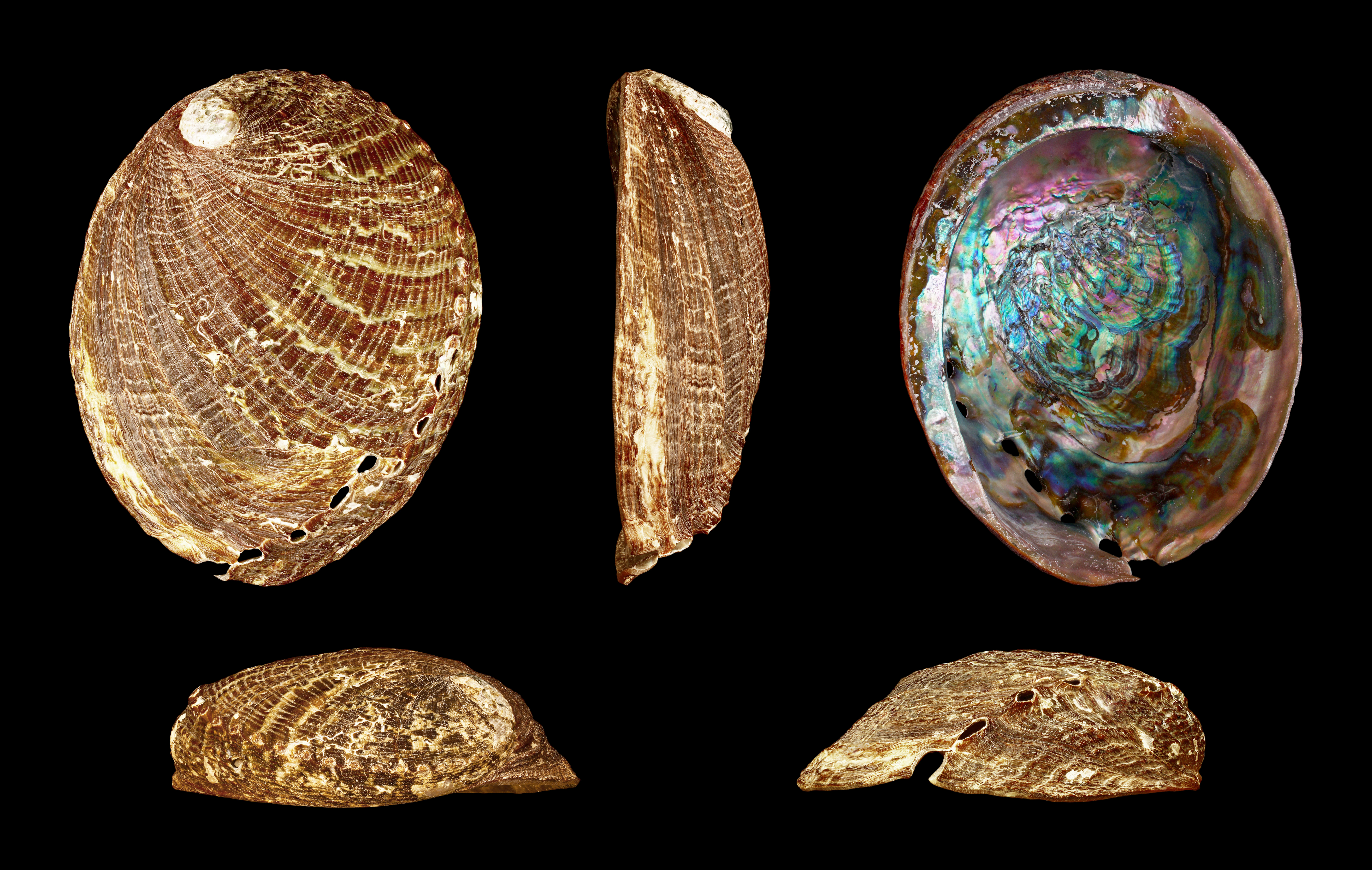
Haliotis fulgens fulgens
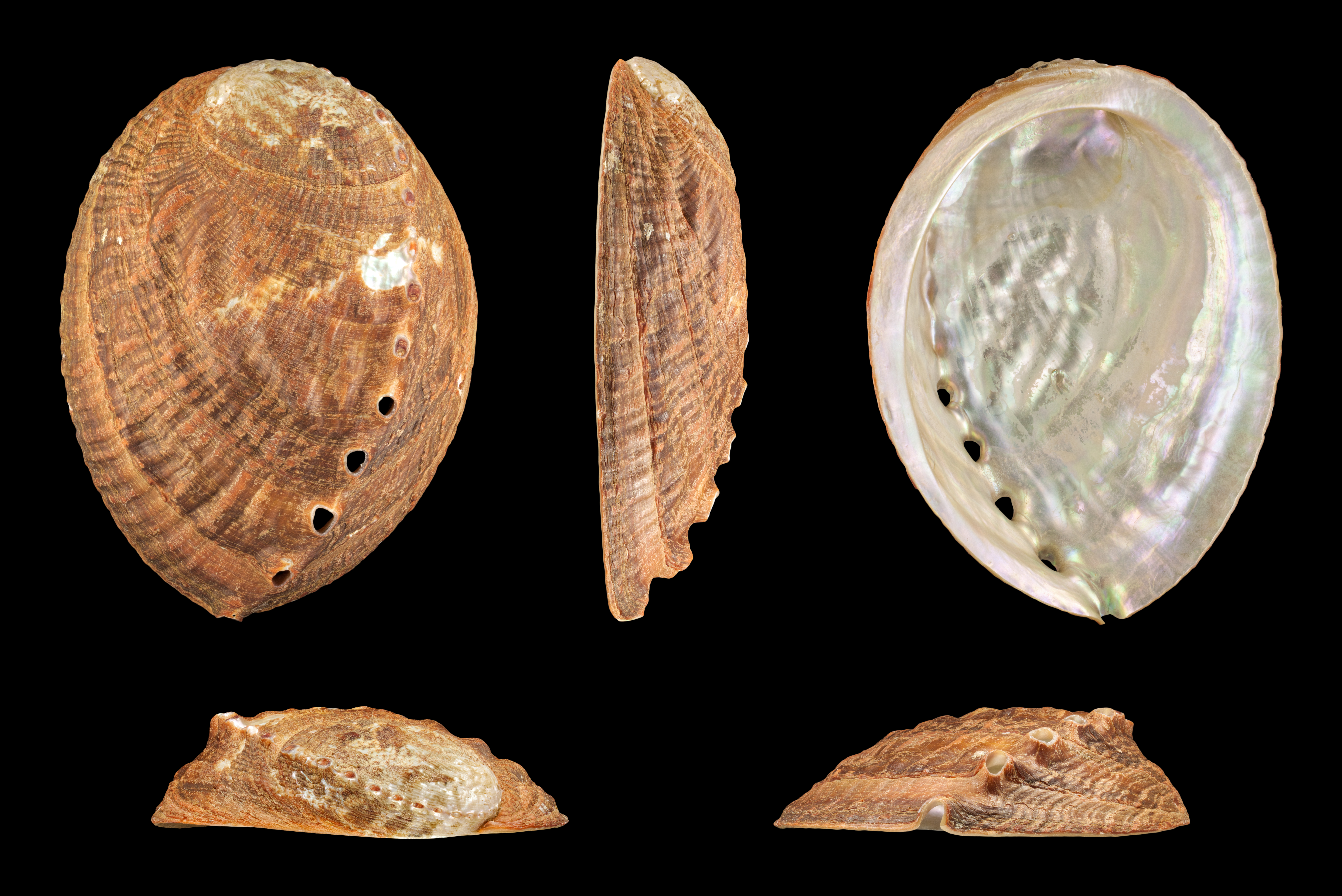
Haliotis gigantea f. sieboldii
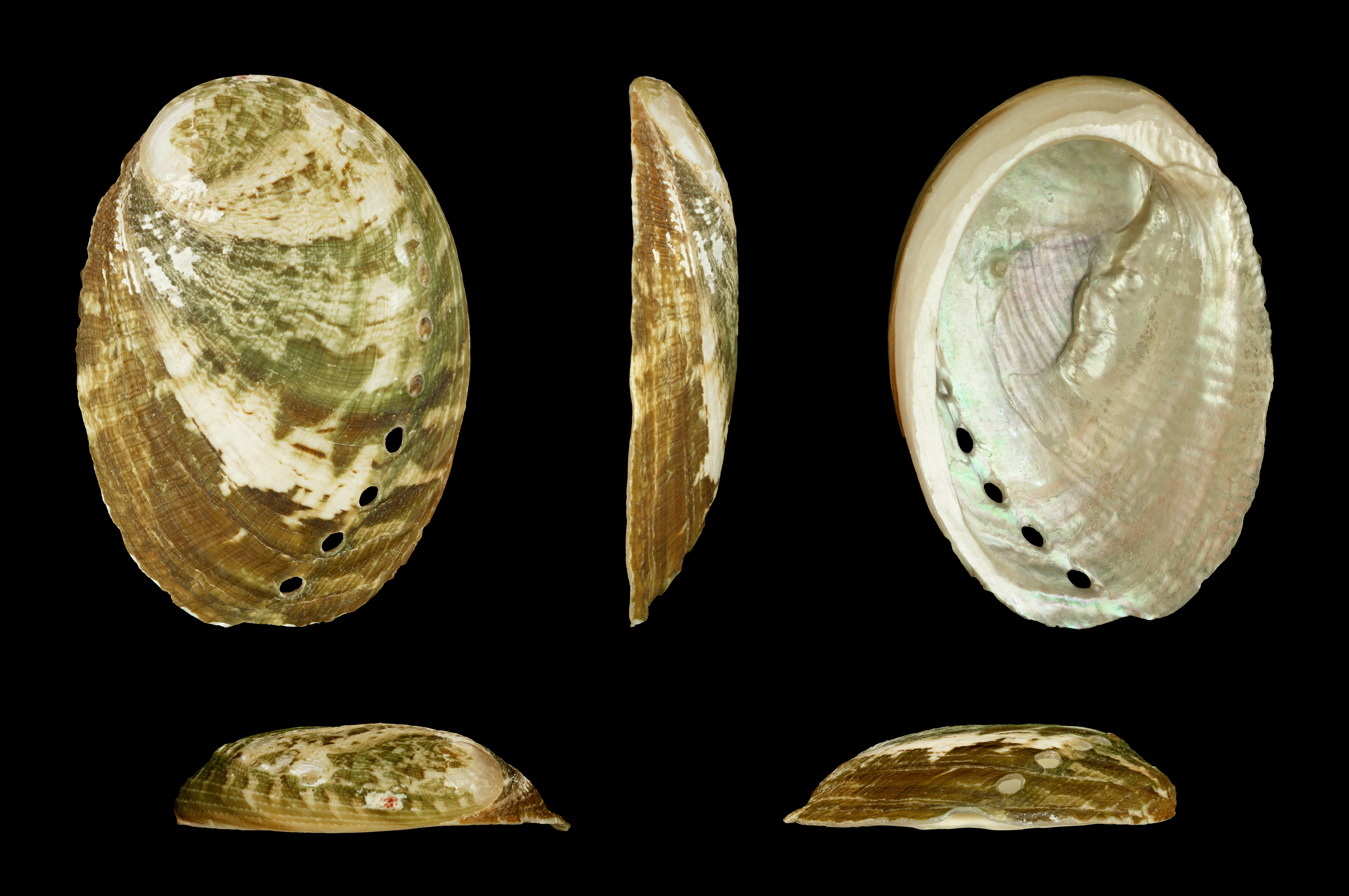
Haliotis glabra
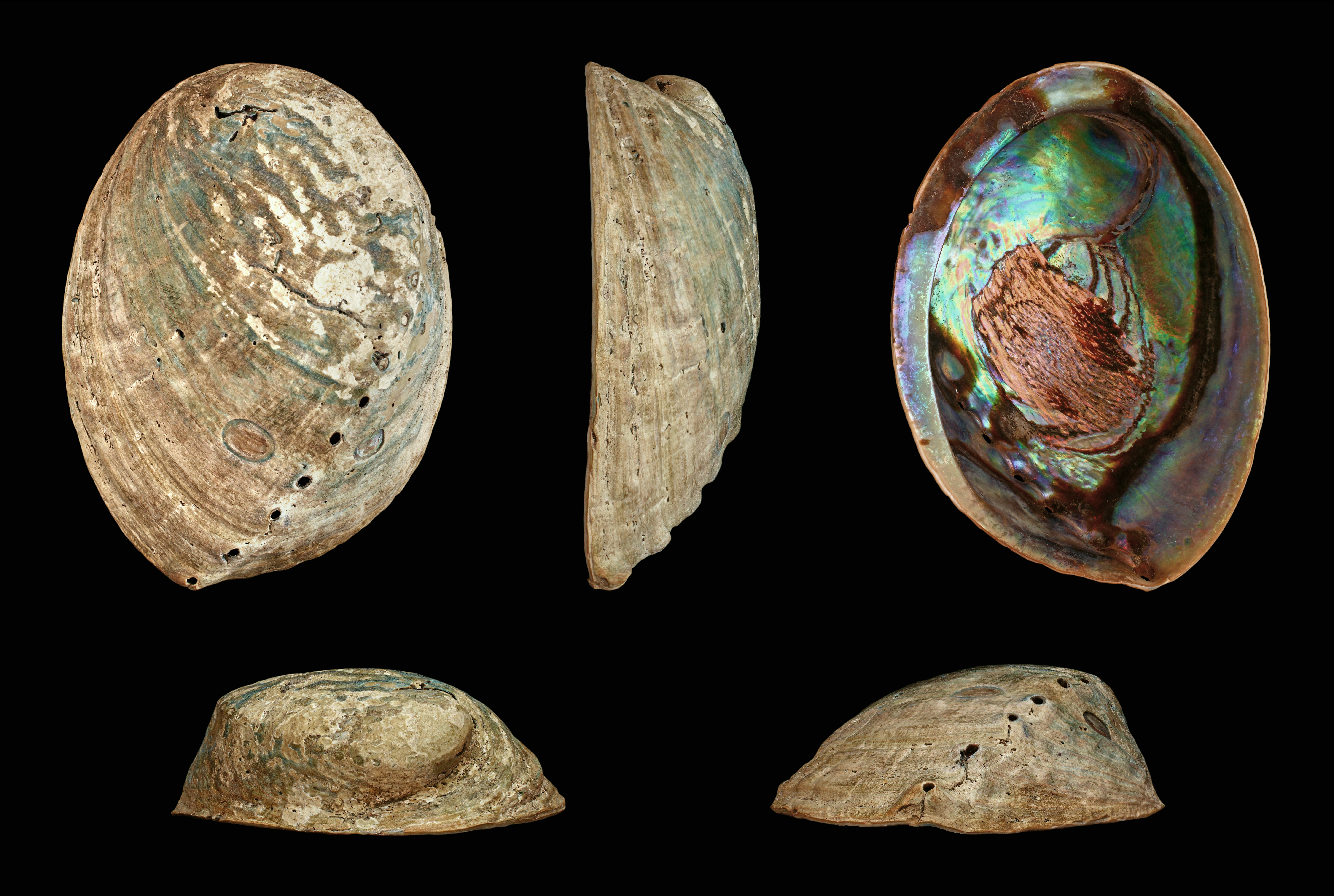
Haliotis iris
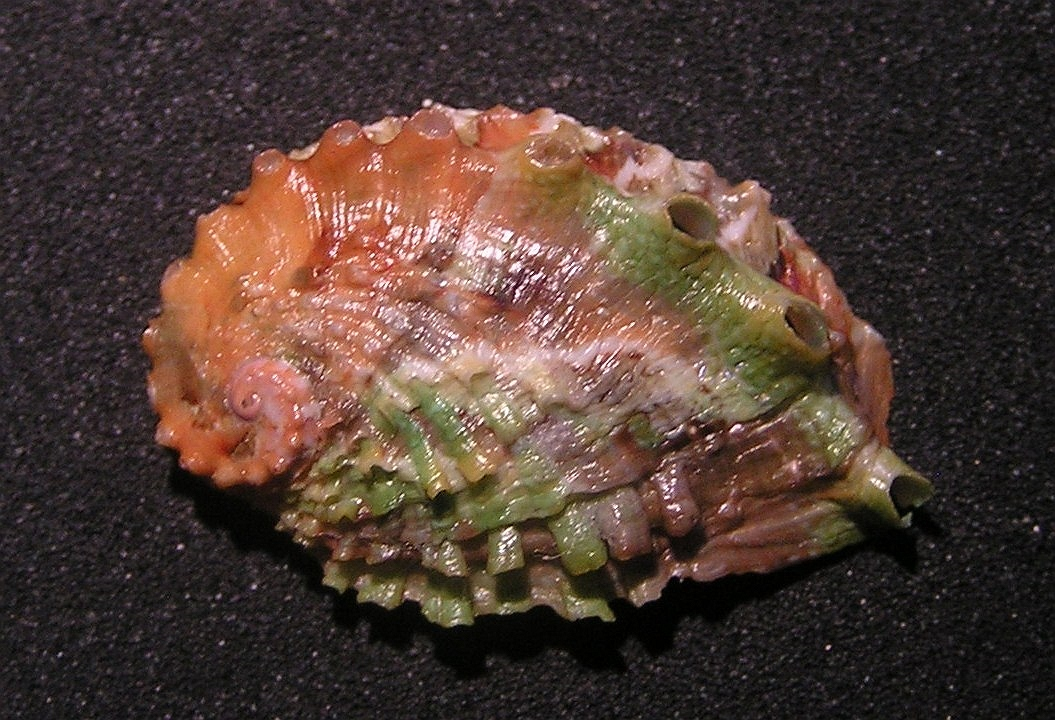
Haliotis jacnensis
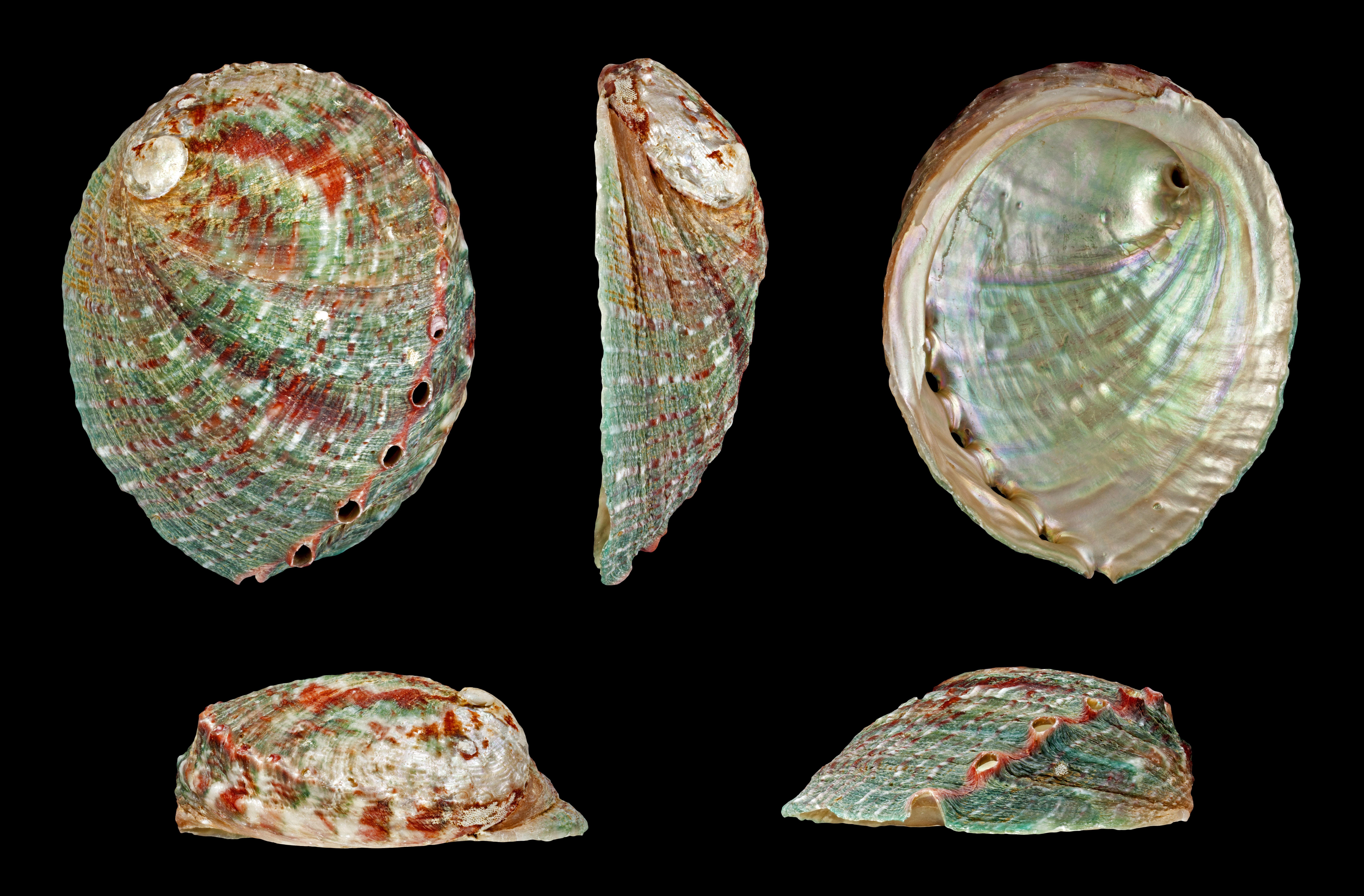
Haliotis kamtschatkana assimilis (péninsule de Basse-Californie).
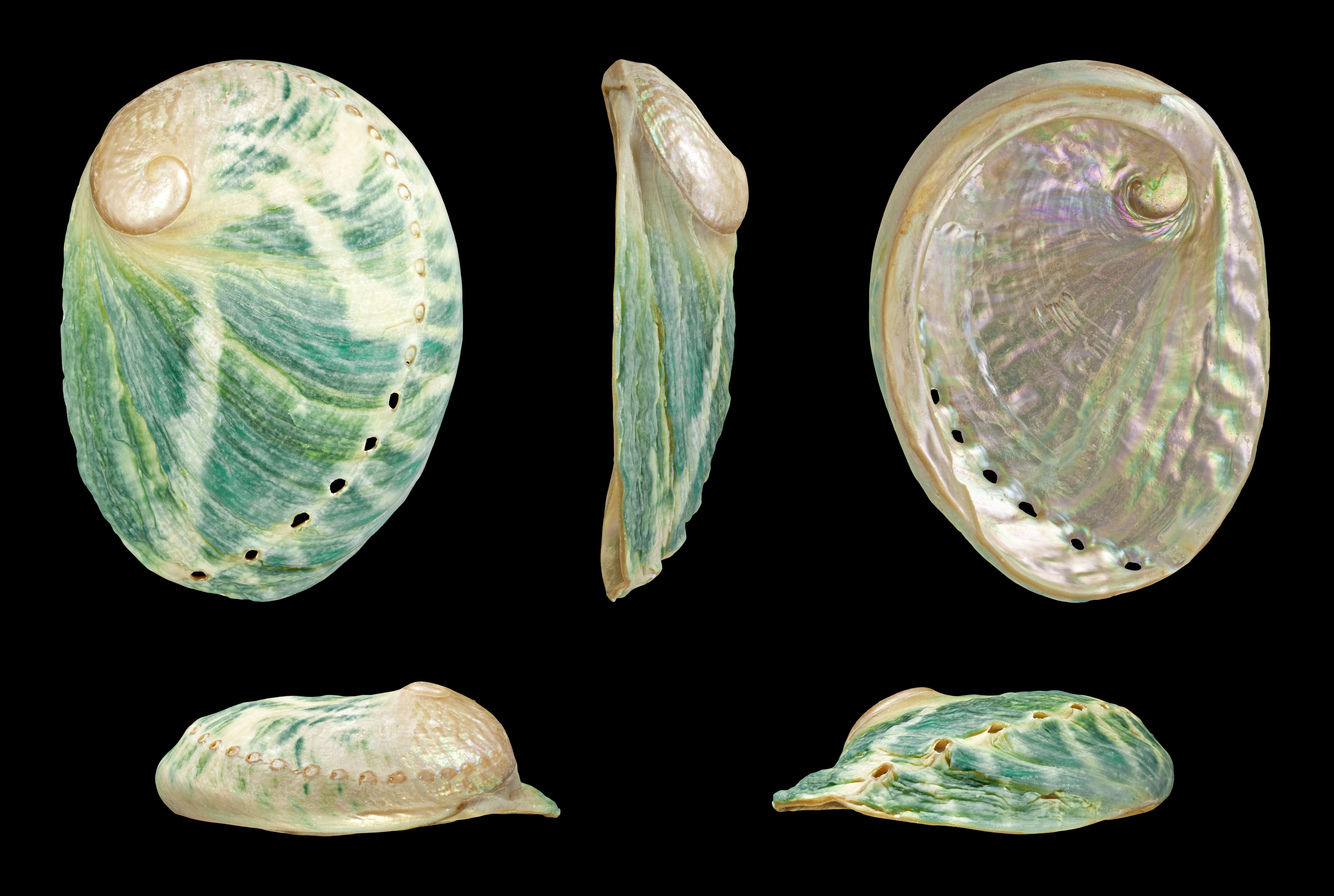
Haliotis laevigata (Australie-Méridionale).
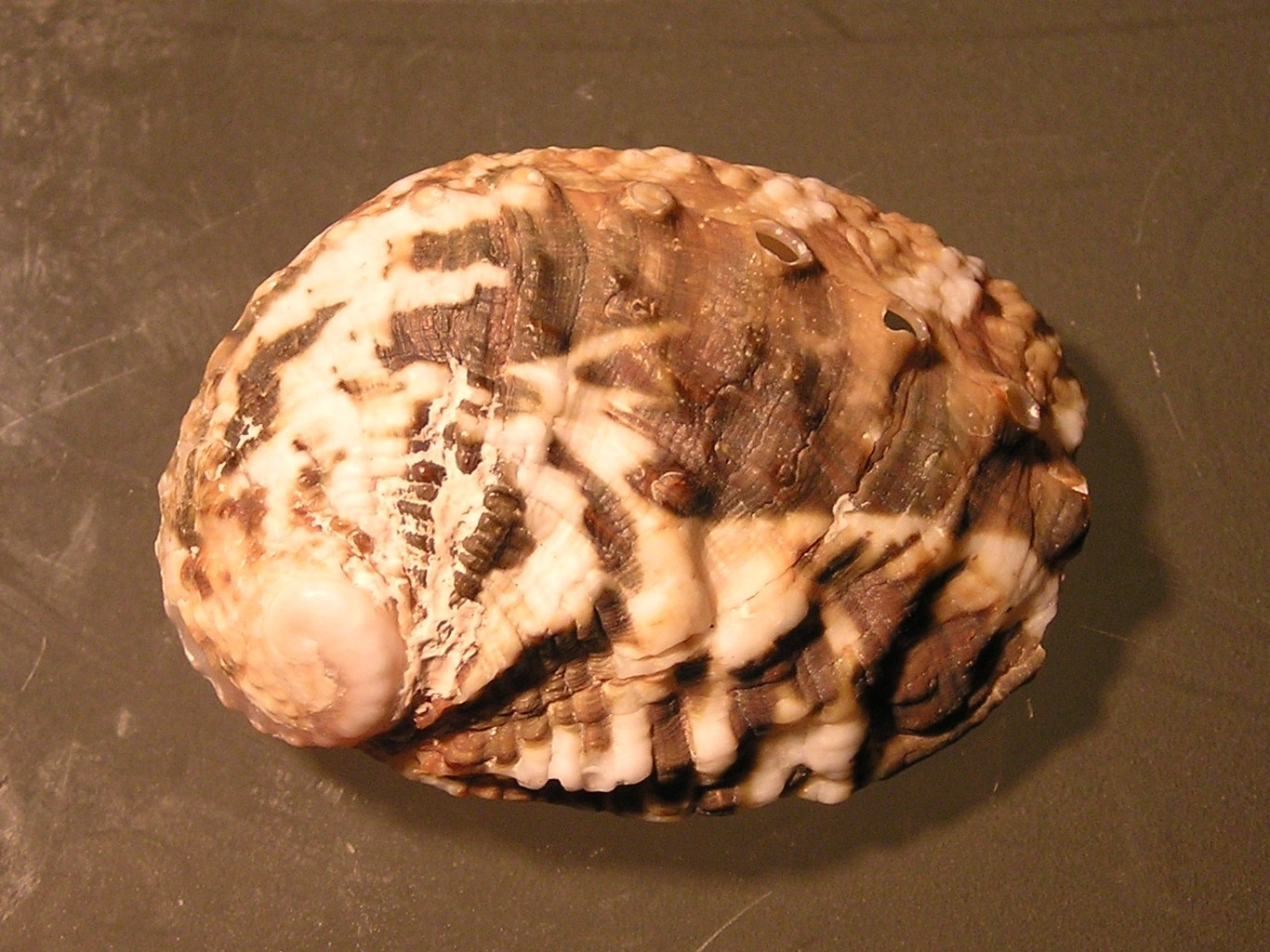
Haliotis madaka
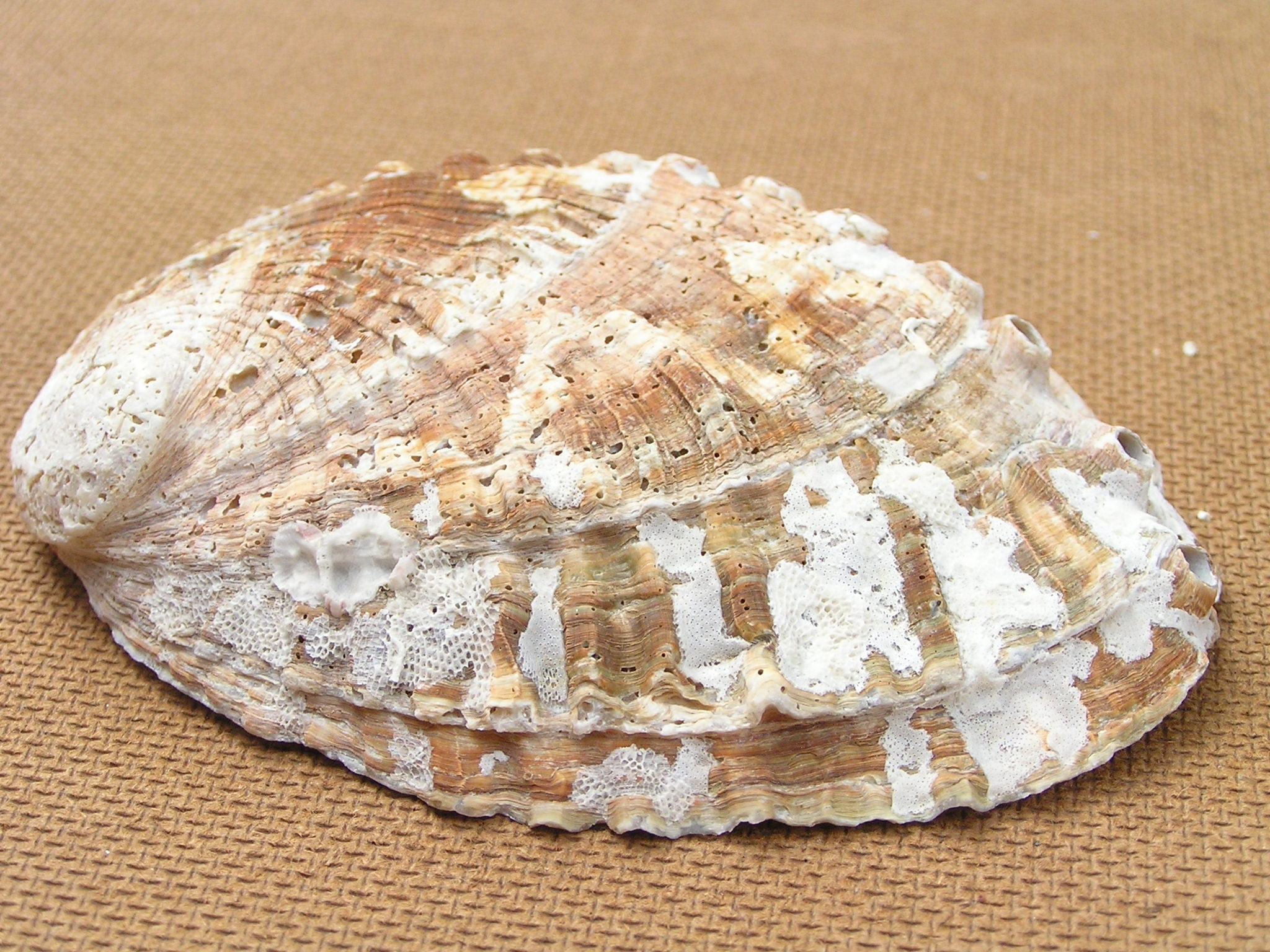
Haliotis mariae
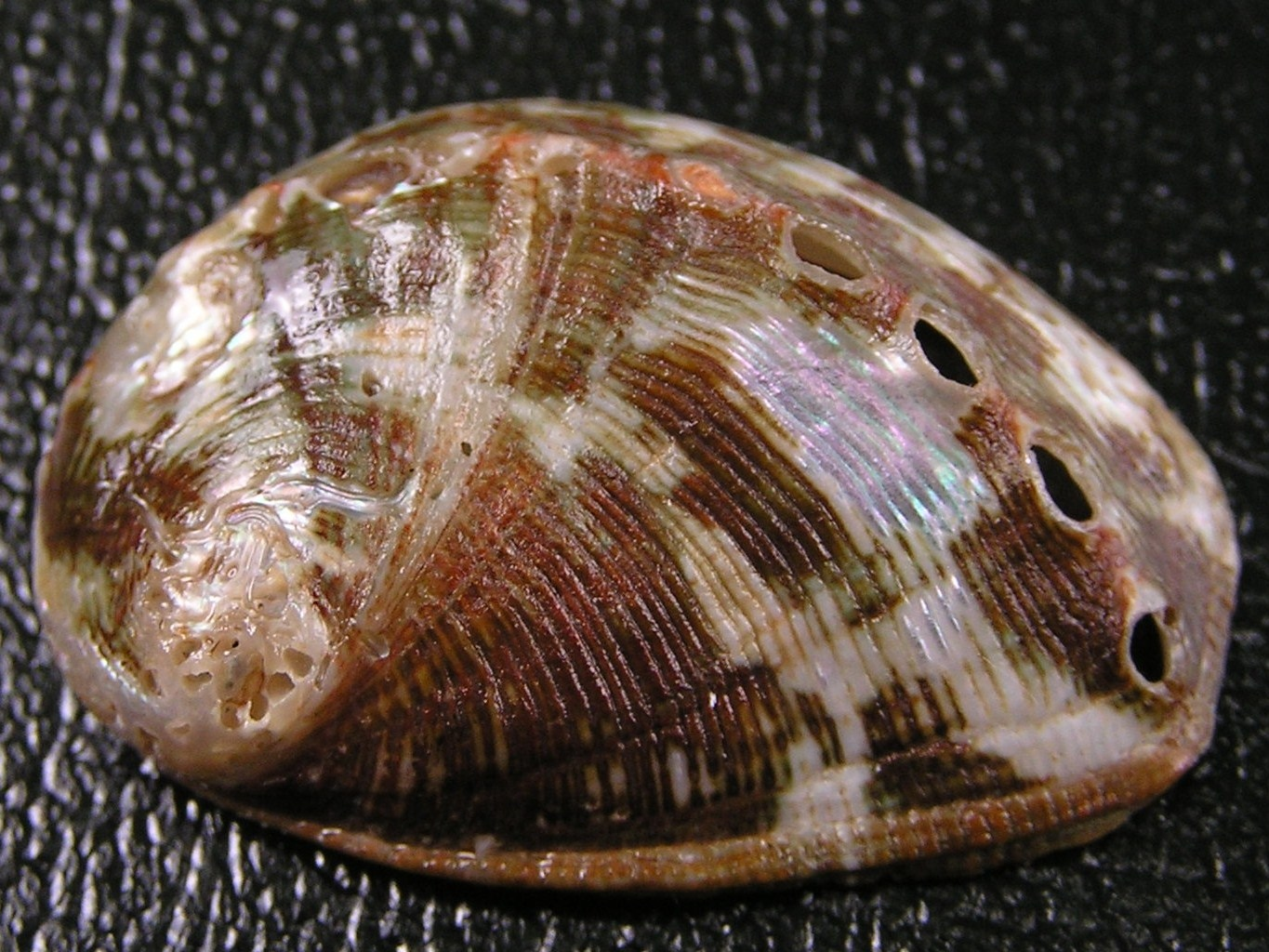
Haliotis marmorata
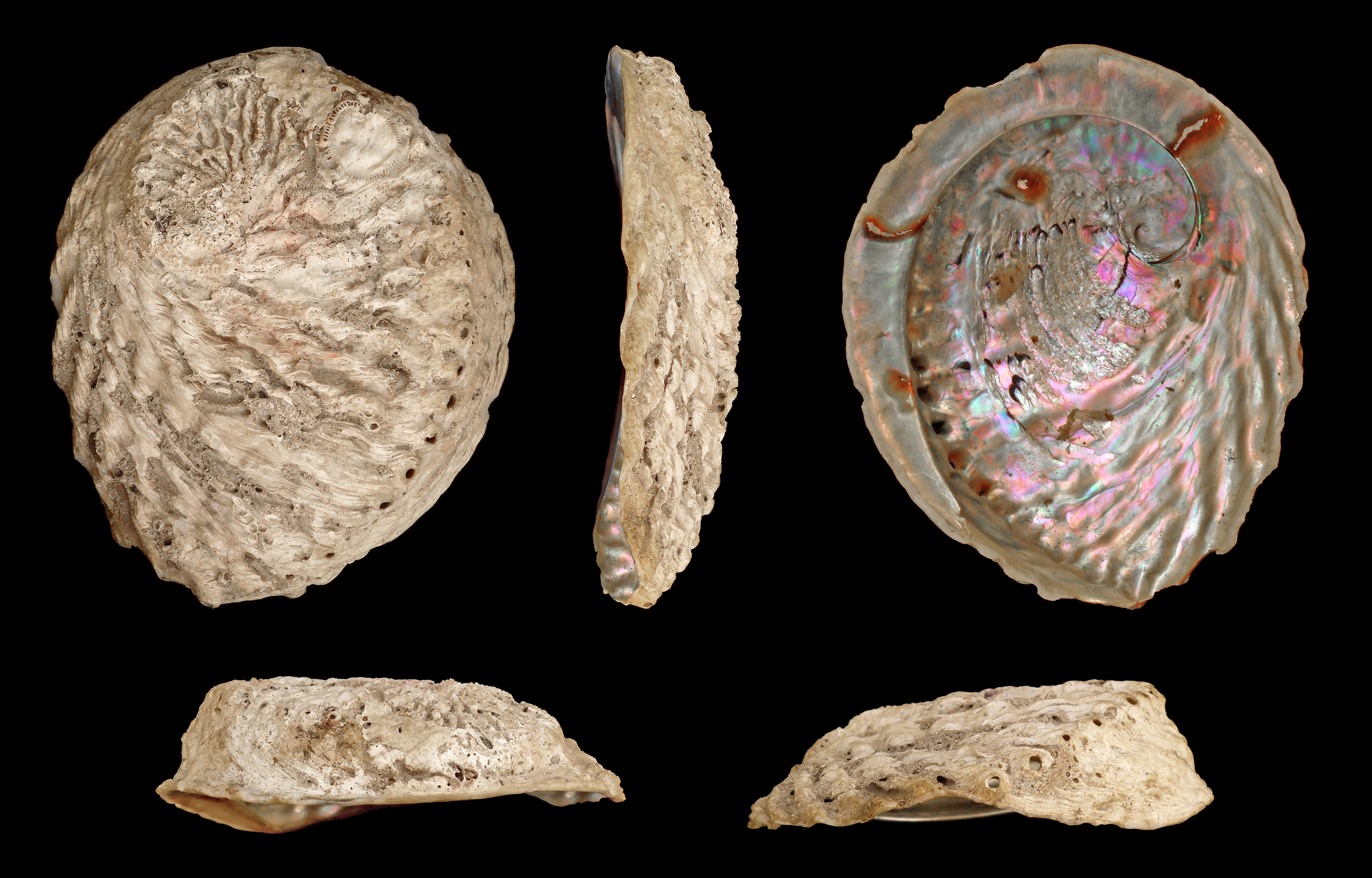
Haliotis midae
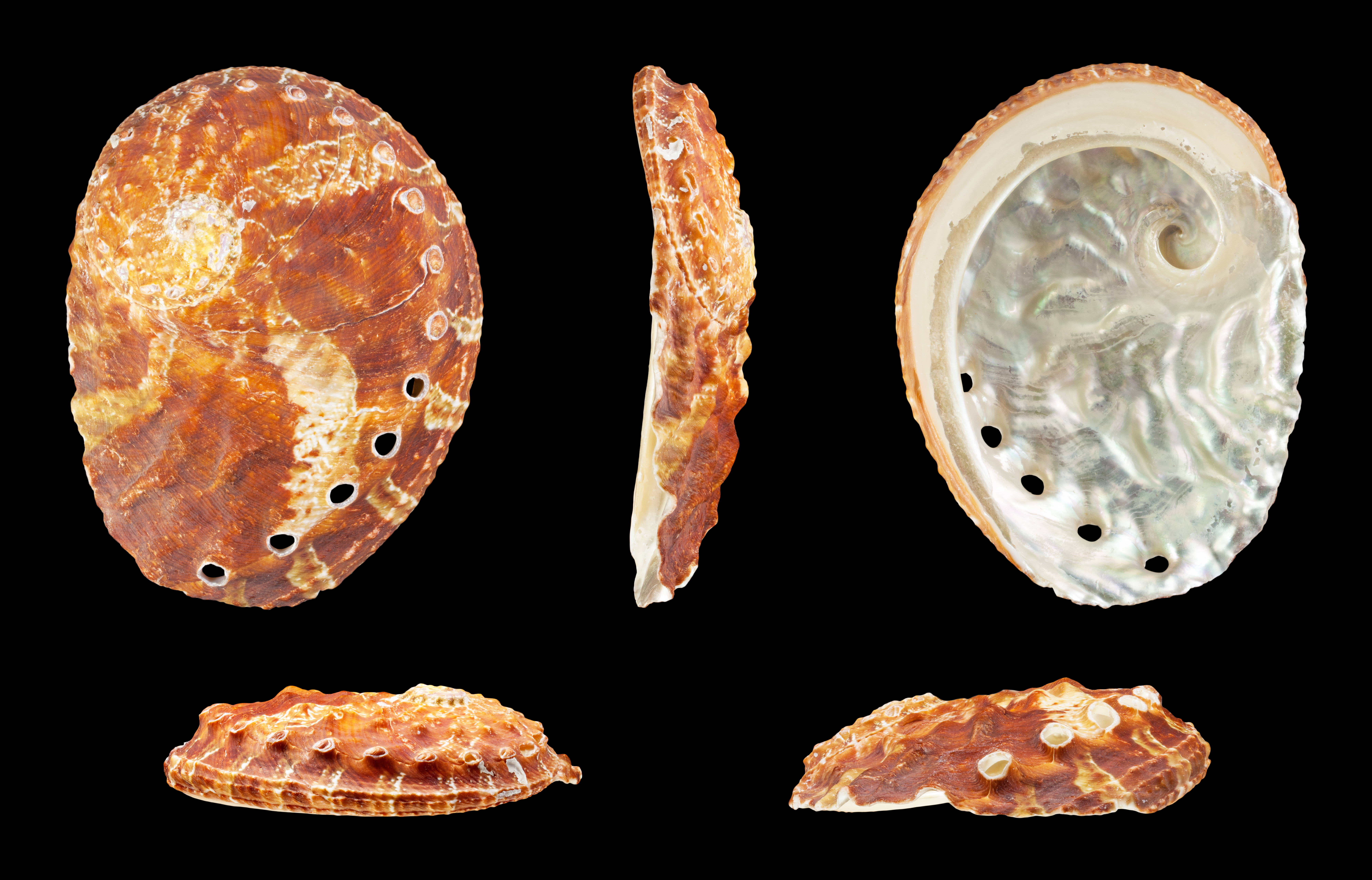
Haliotis ovina
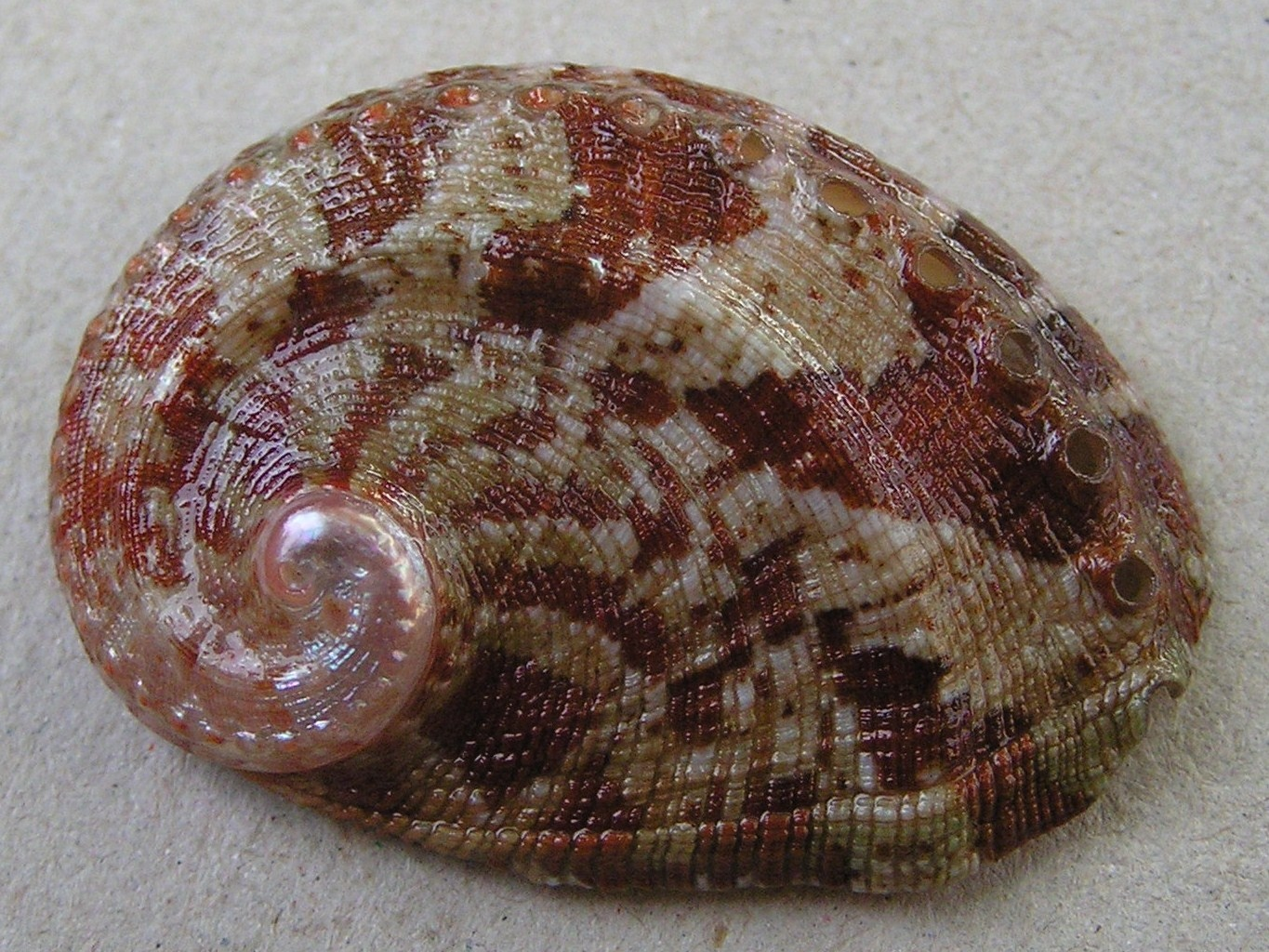
Haliotis parva
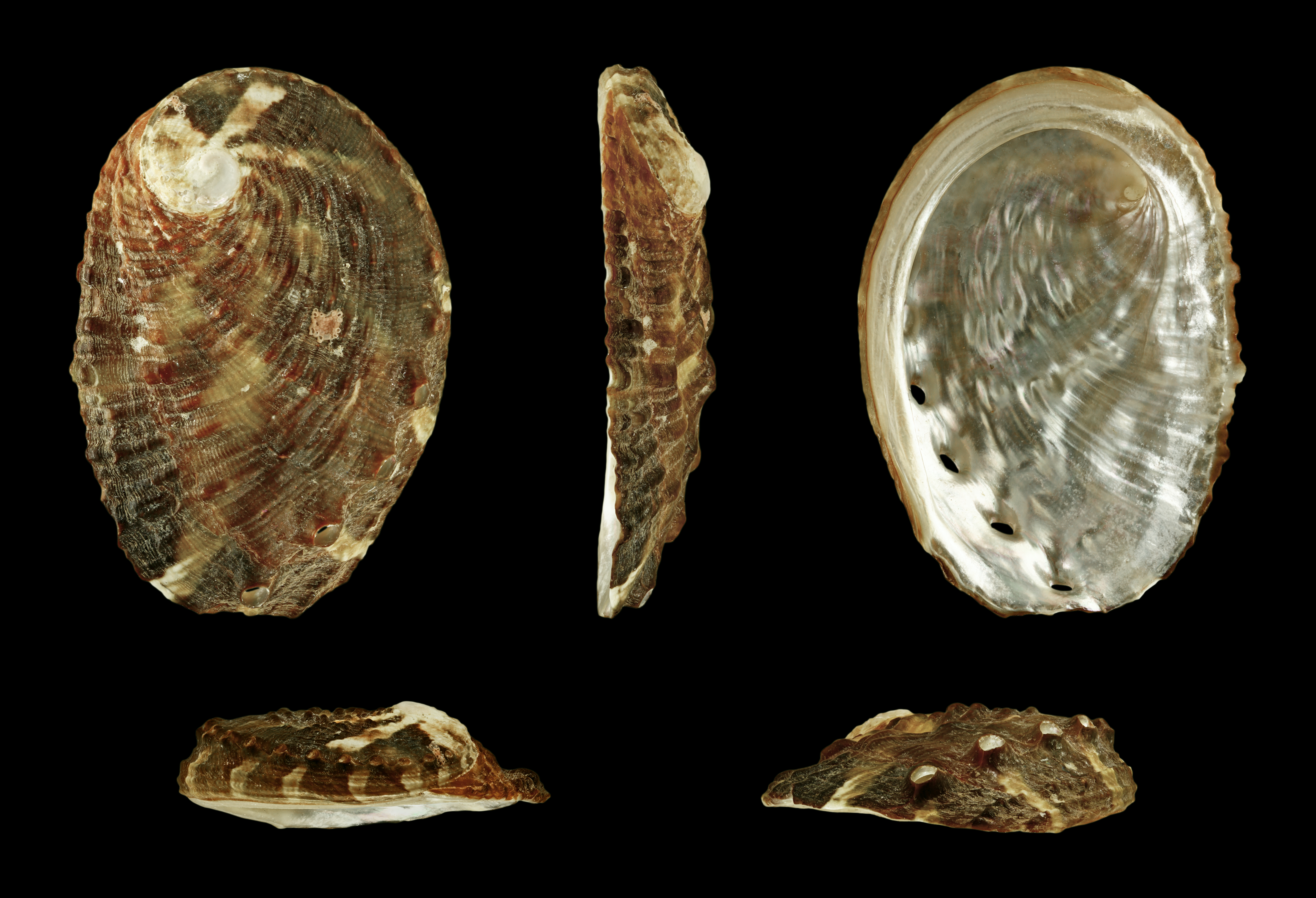
Haliotis planata
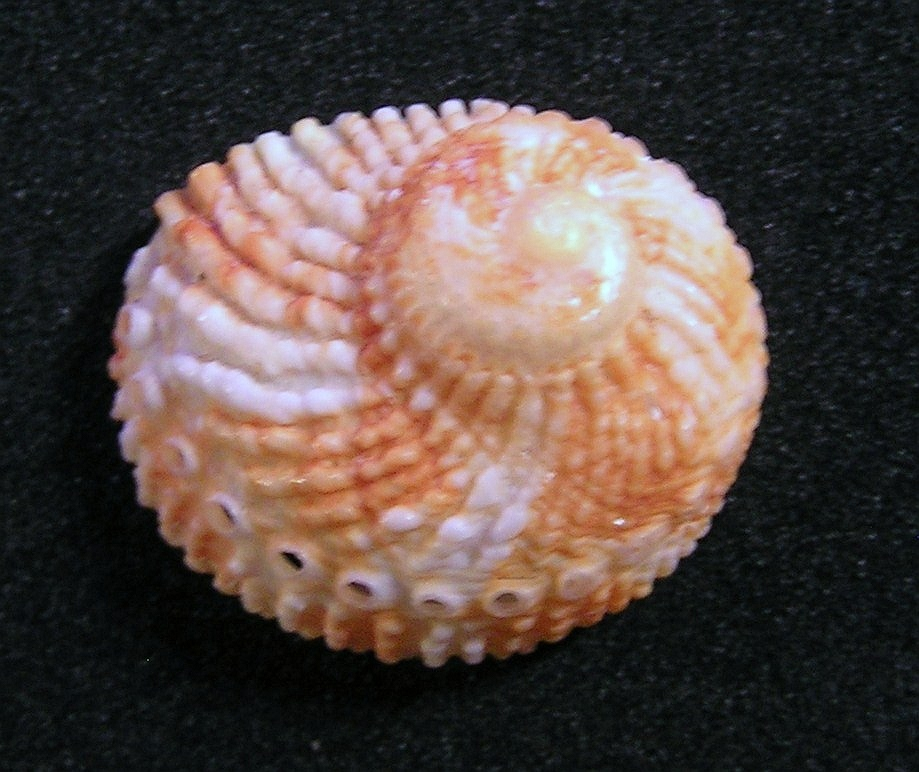
Haliotis pulcherrima
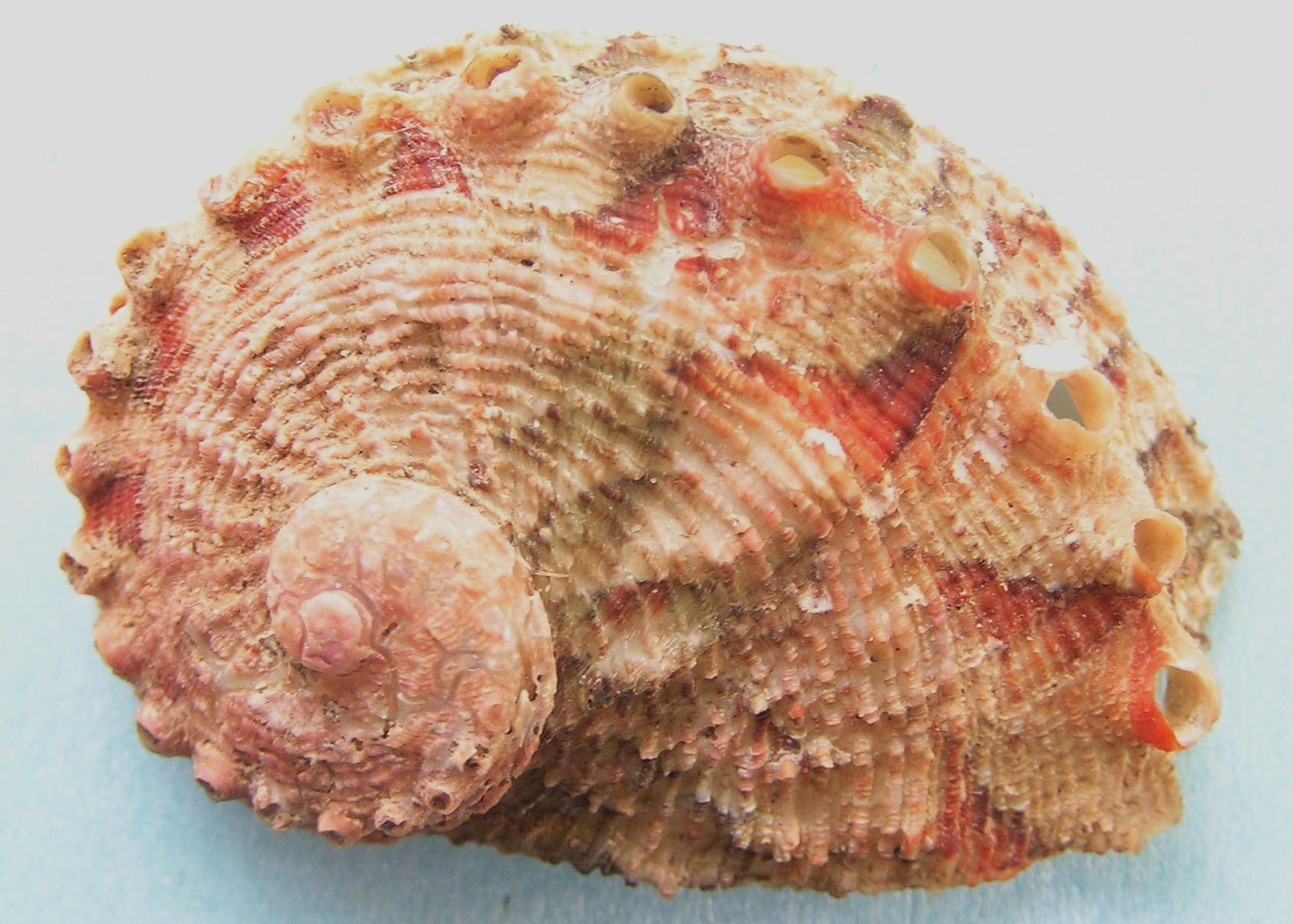
Haliotis queketti
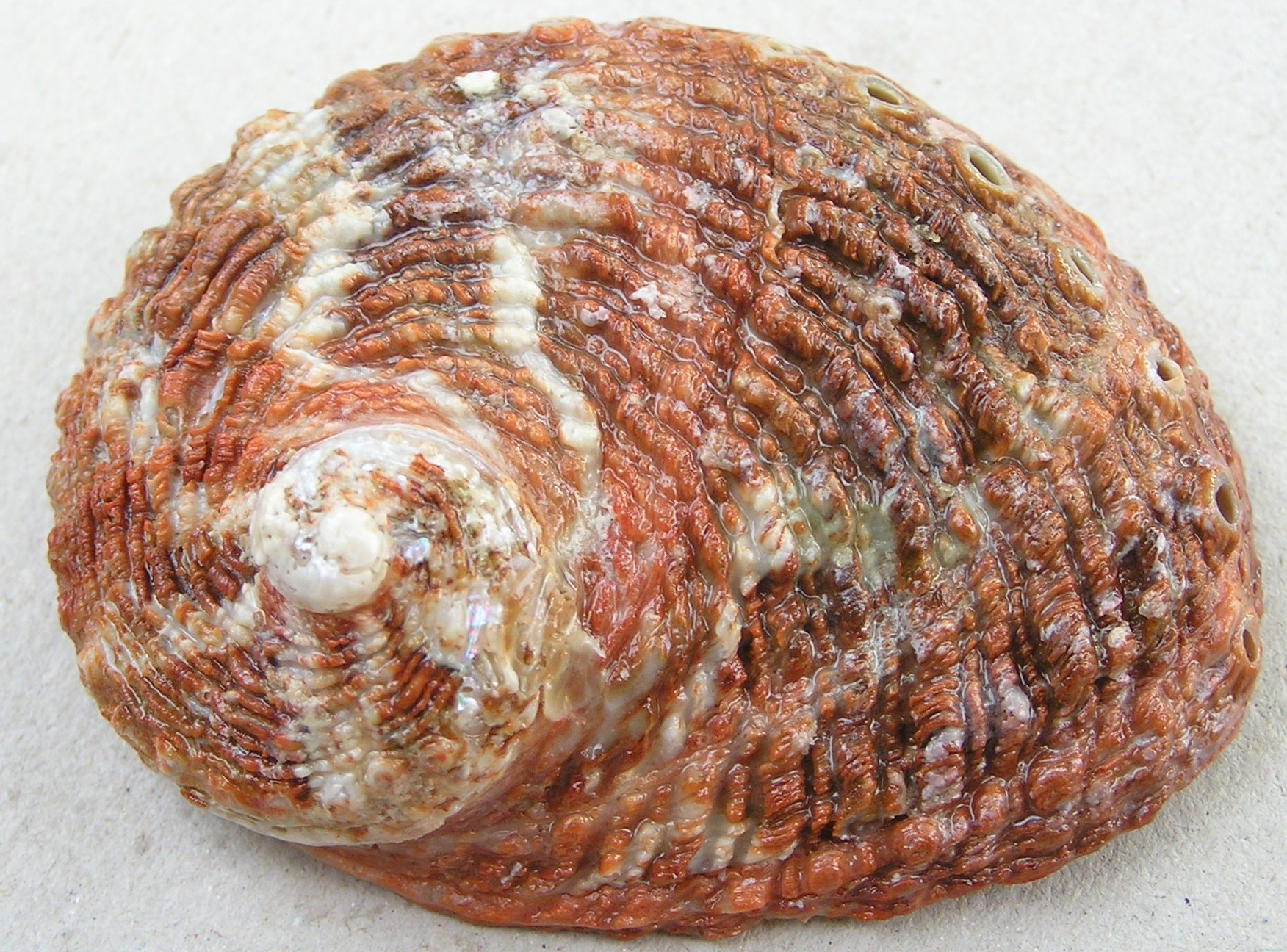
Haliotis roei
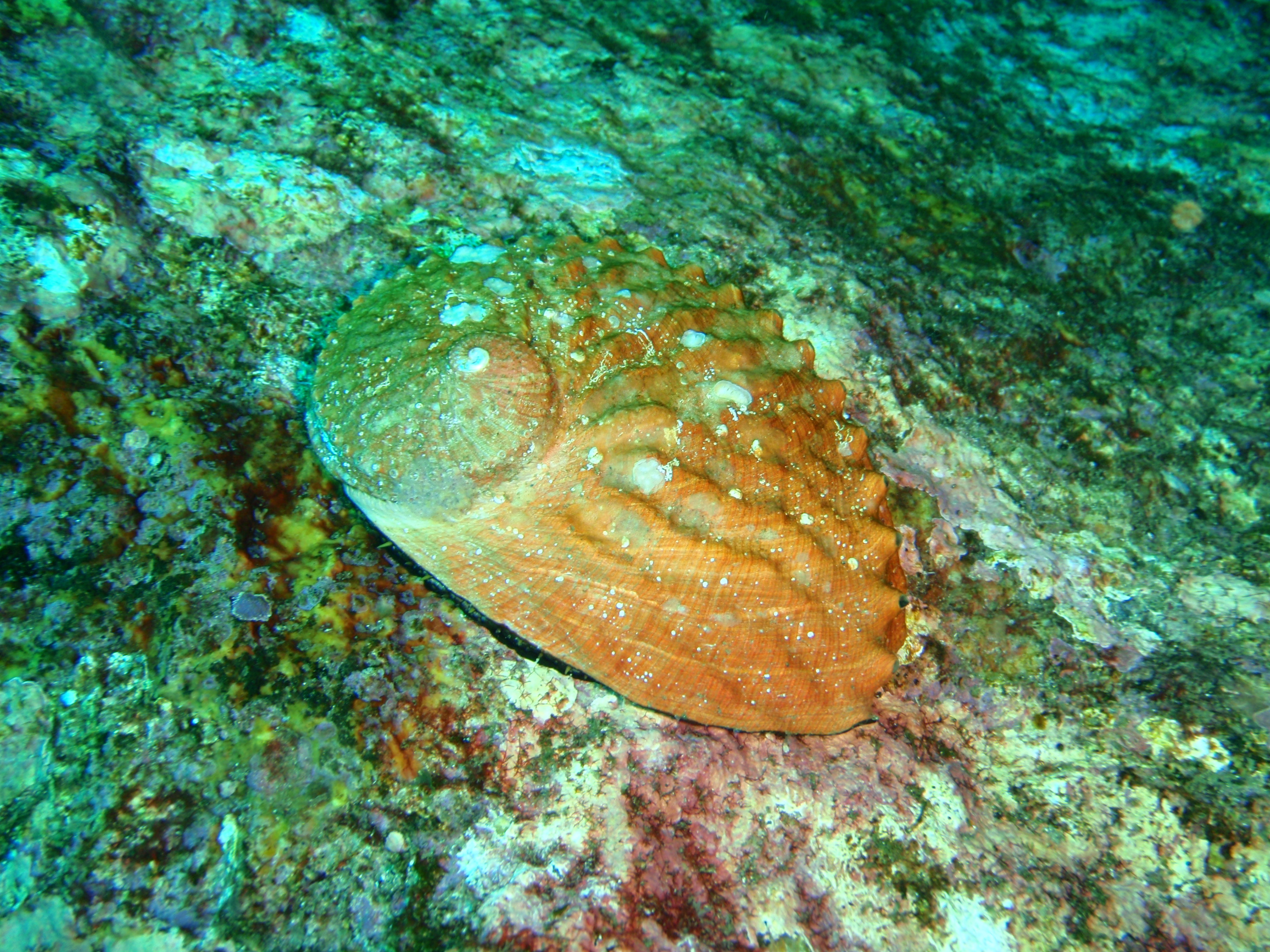
Haliotis rubra
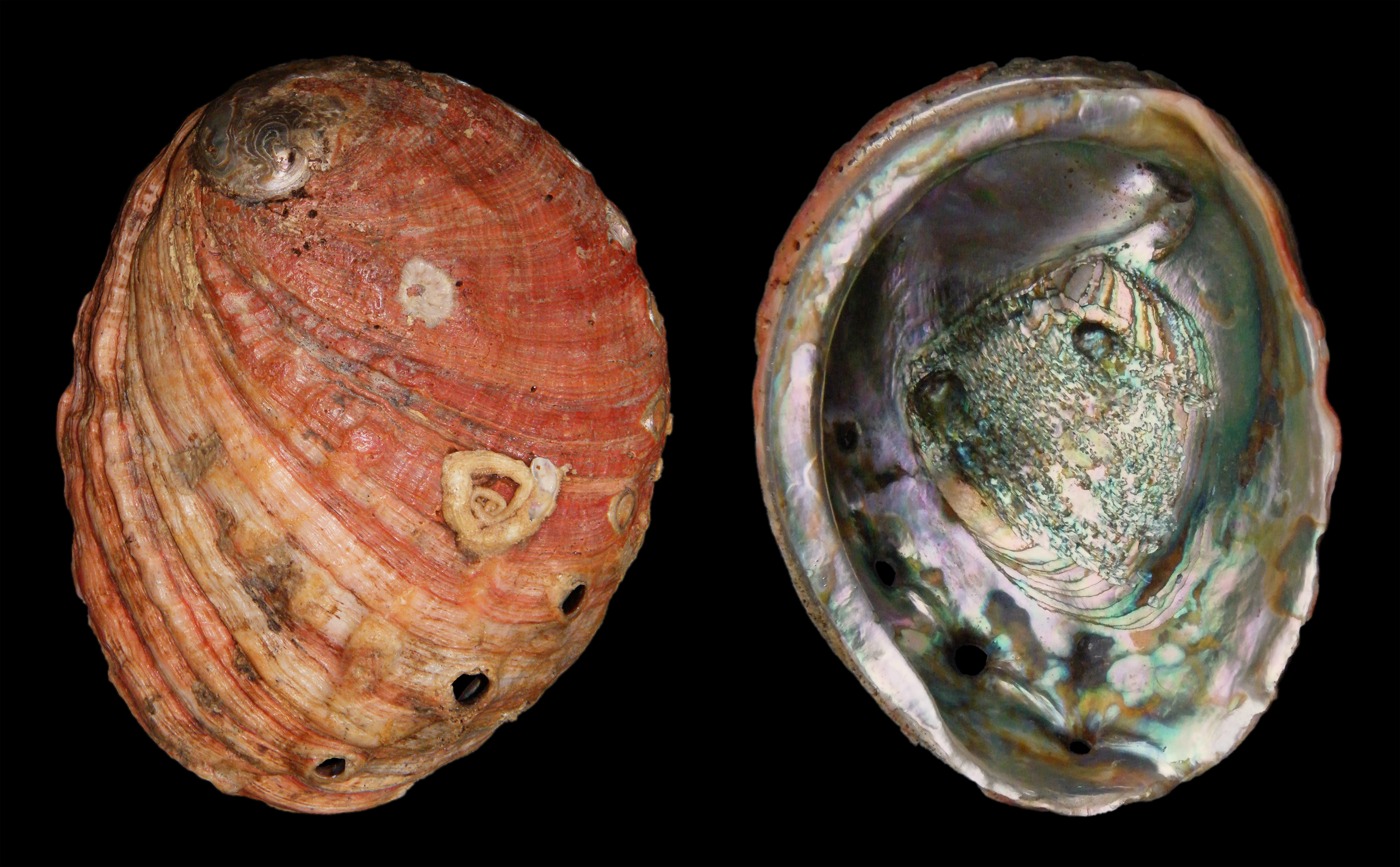
Haliotis rufescens
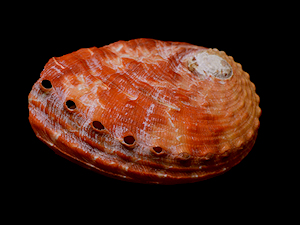
Haliotis rugosa
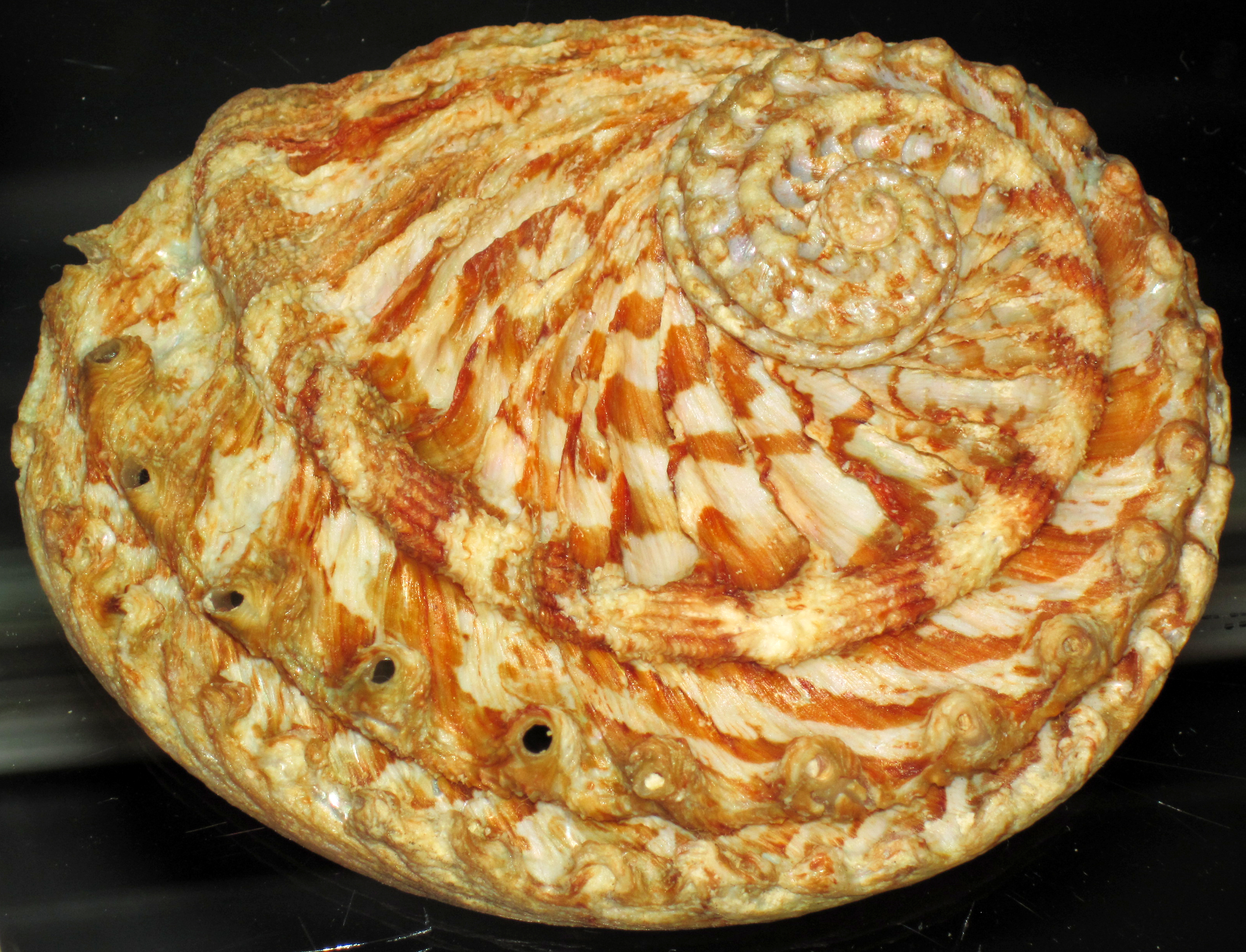
Haliotis scalaris
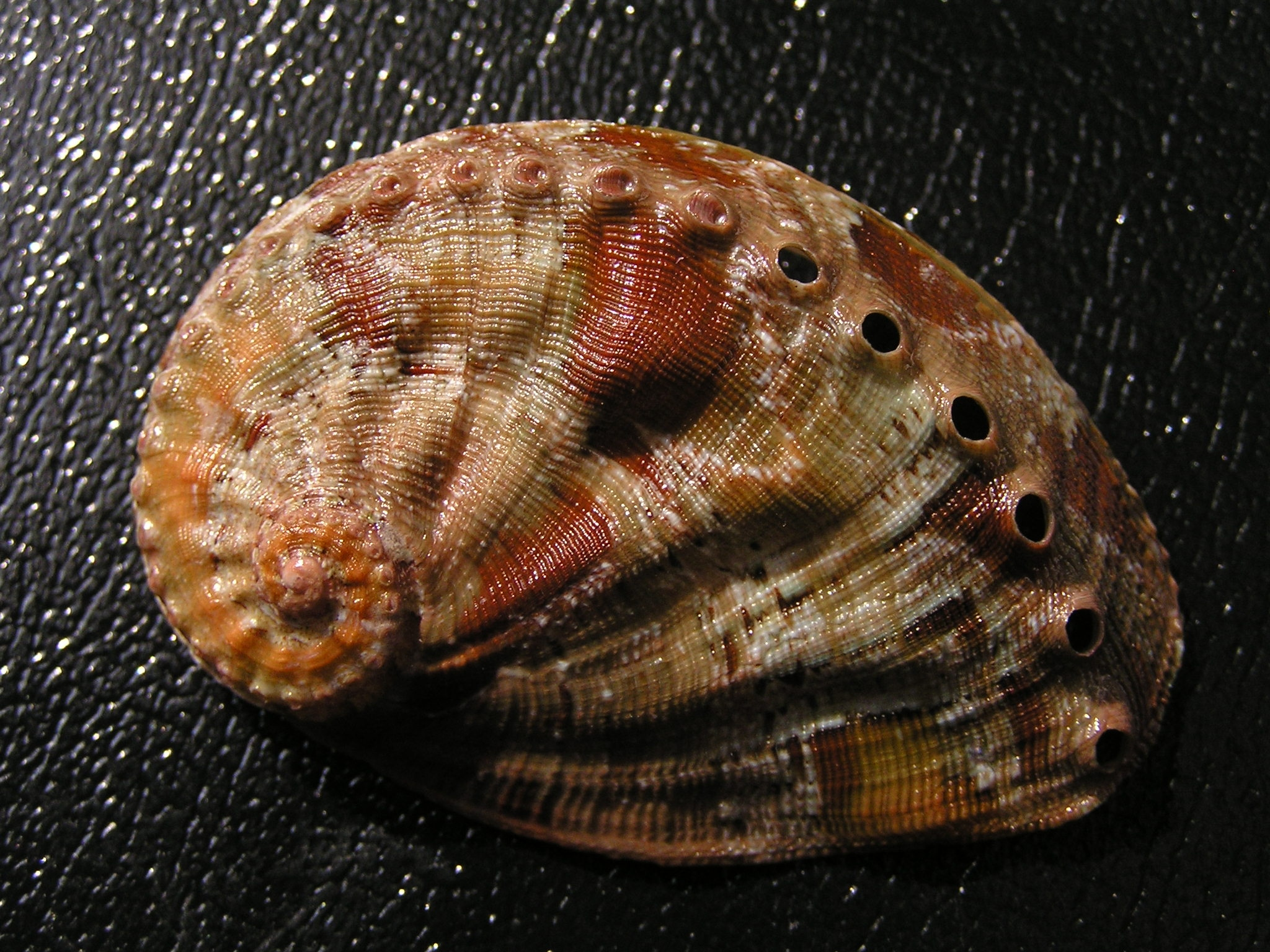
Haliotis semiplicata
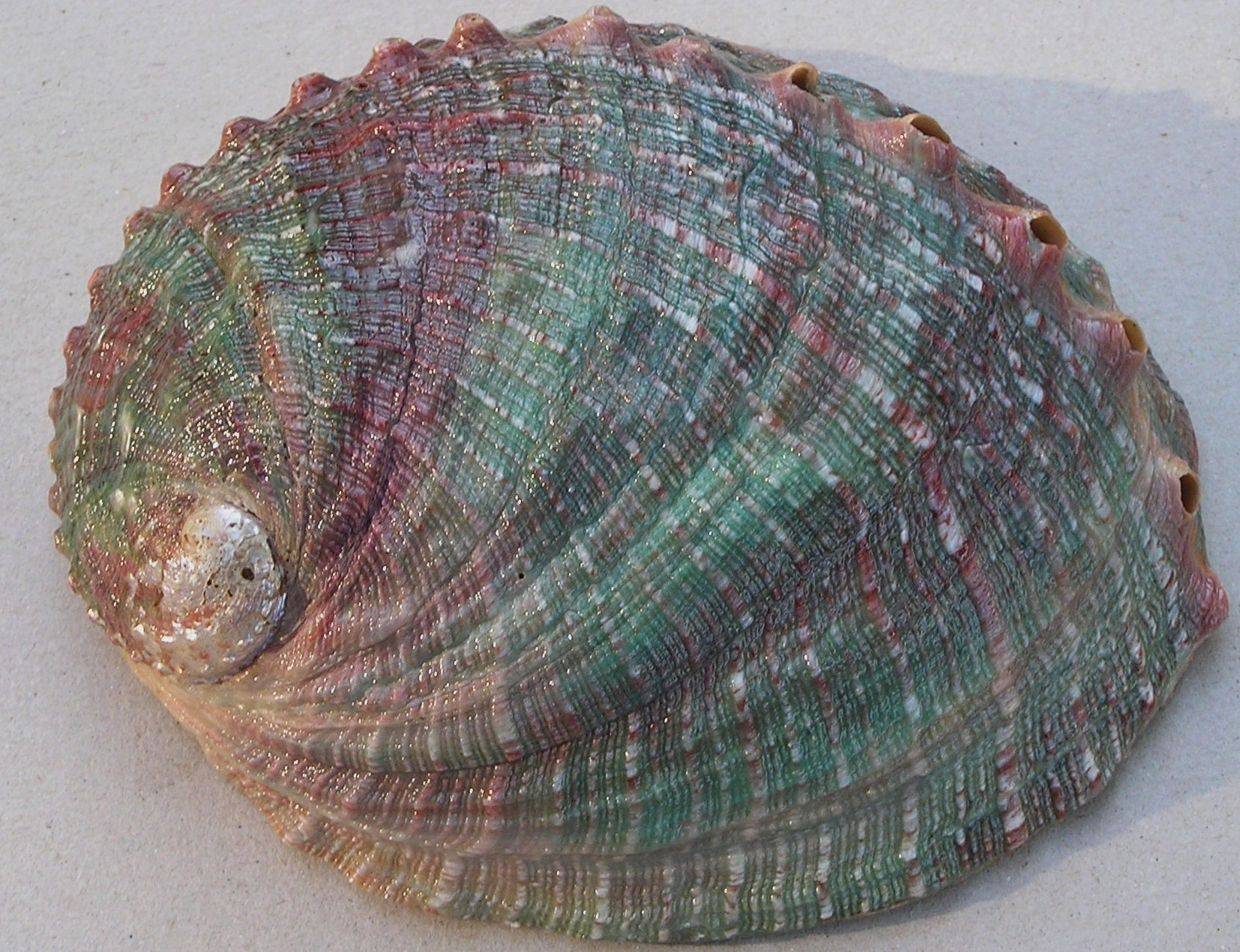
Haliotis sorenseni
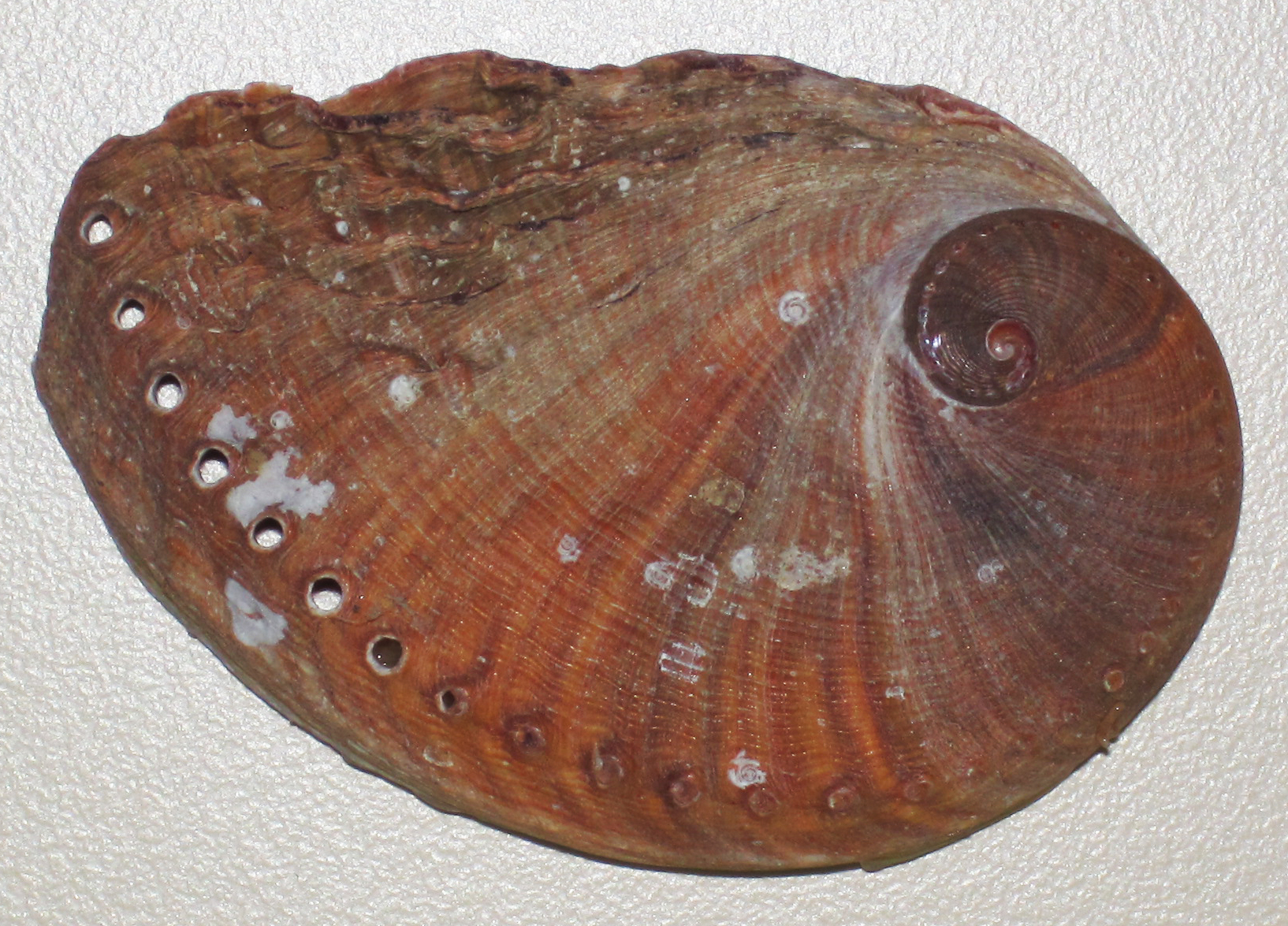
Haliotis spadicea
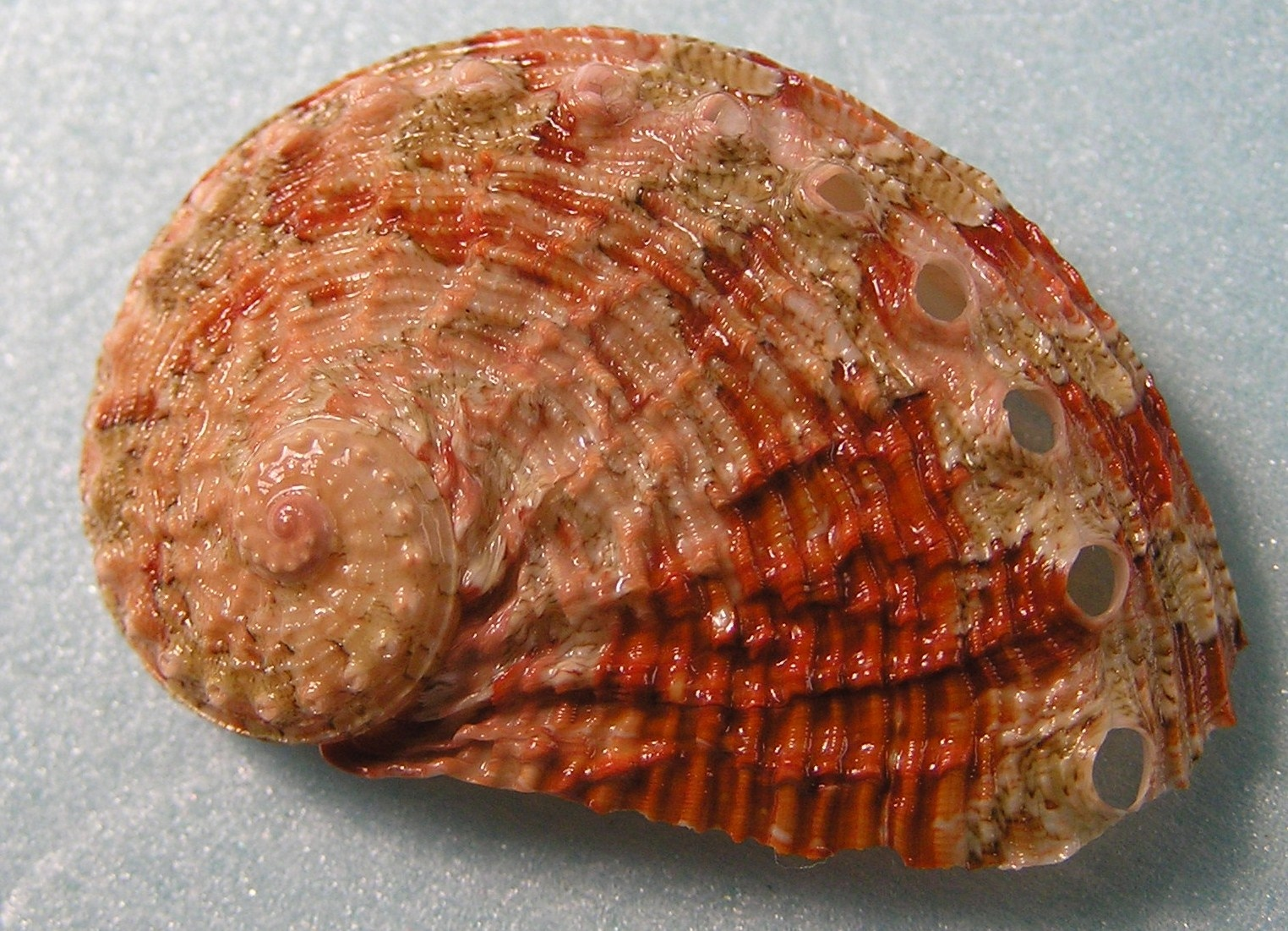
Haliotis squamosa
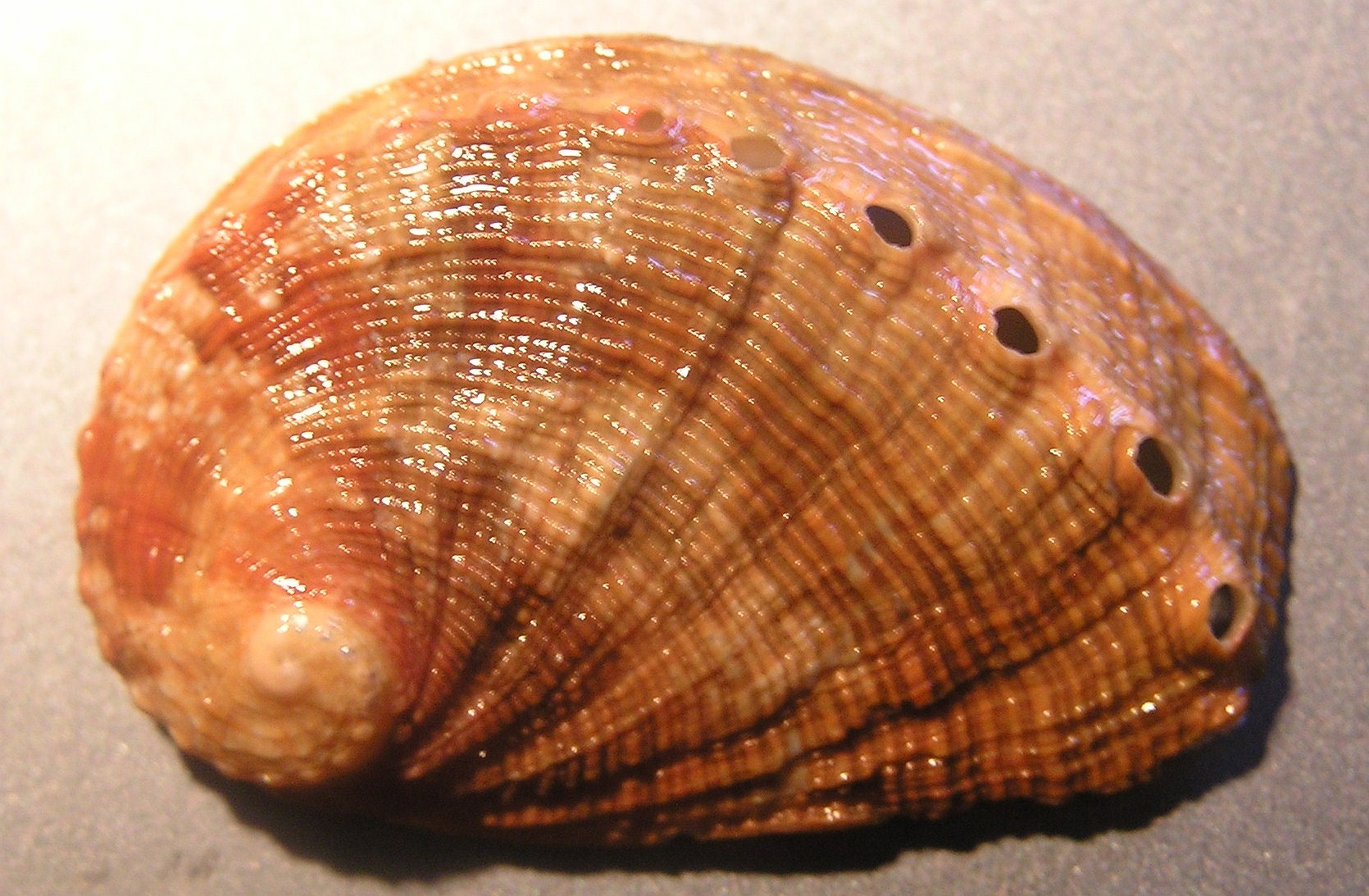
Haliotis stomatiaeformis
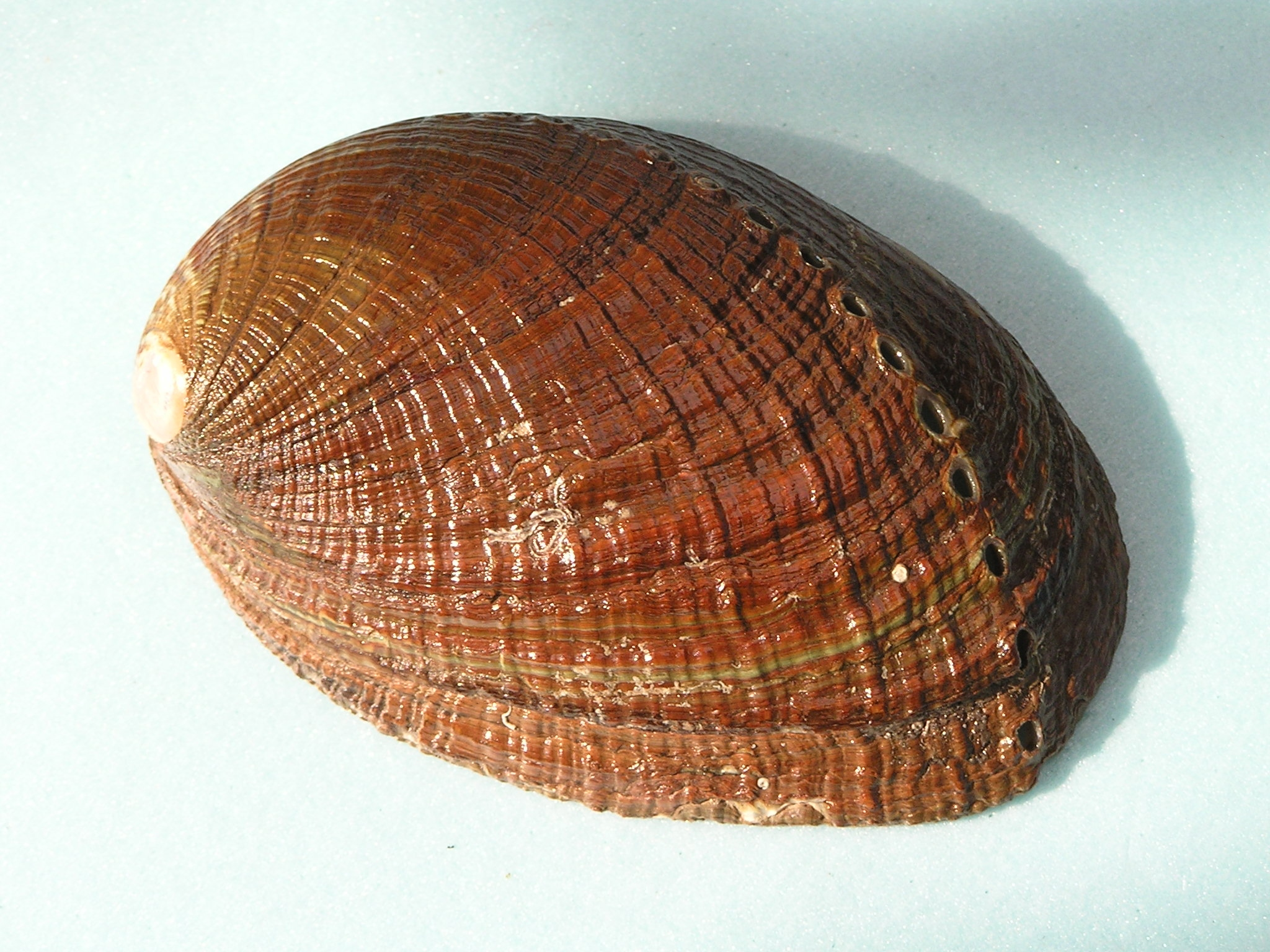
Haliotis supertexta
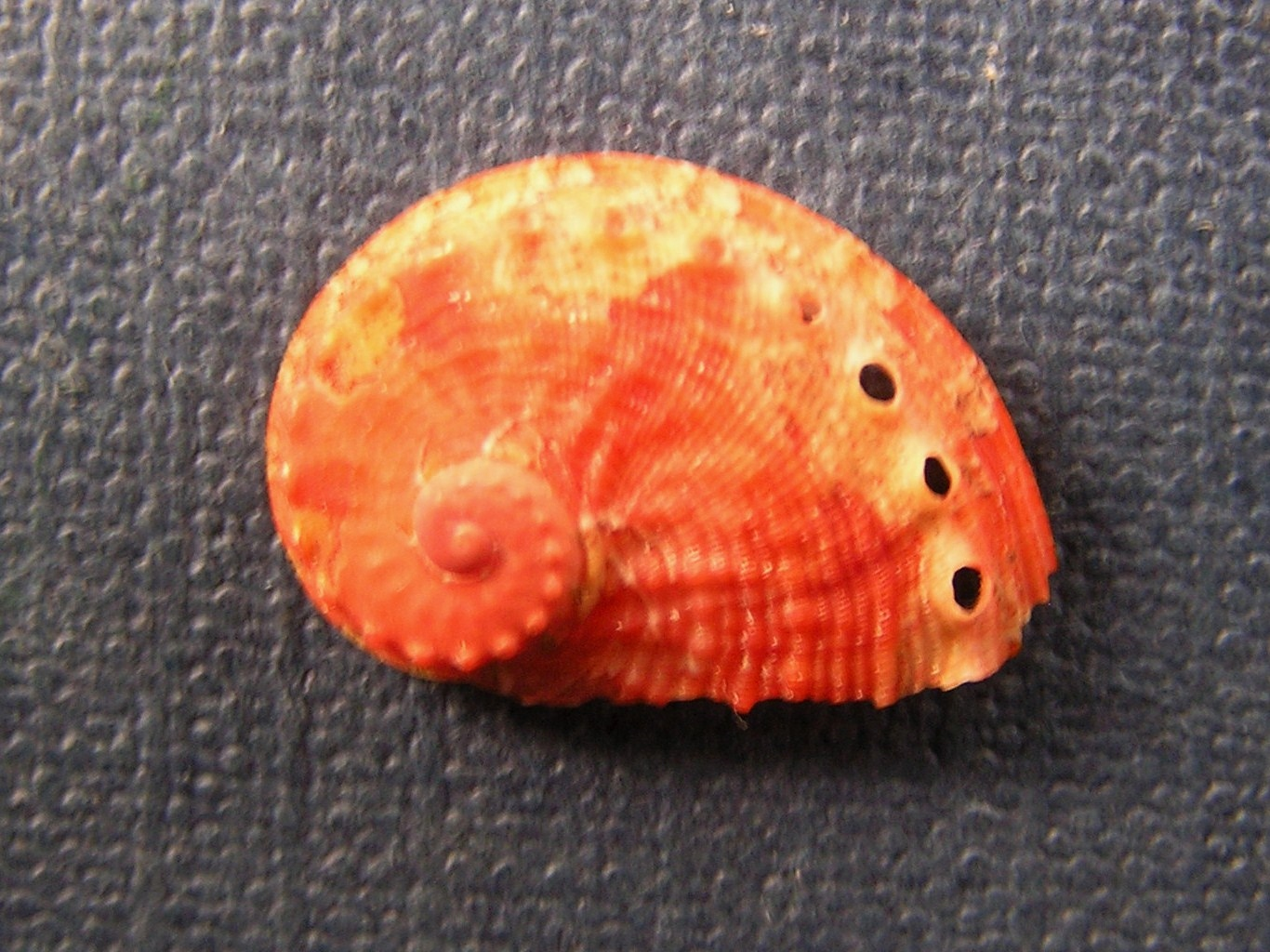
Haliotis thailandis
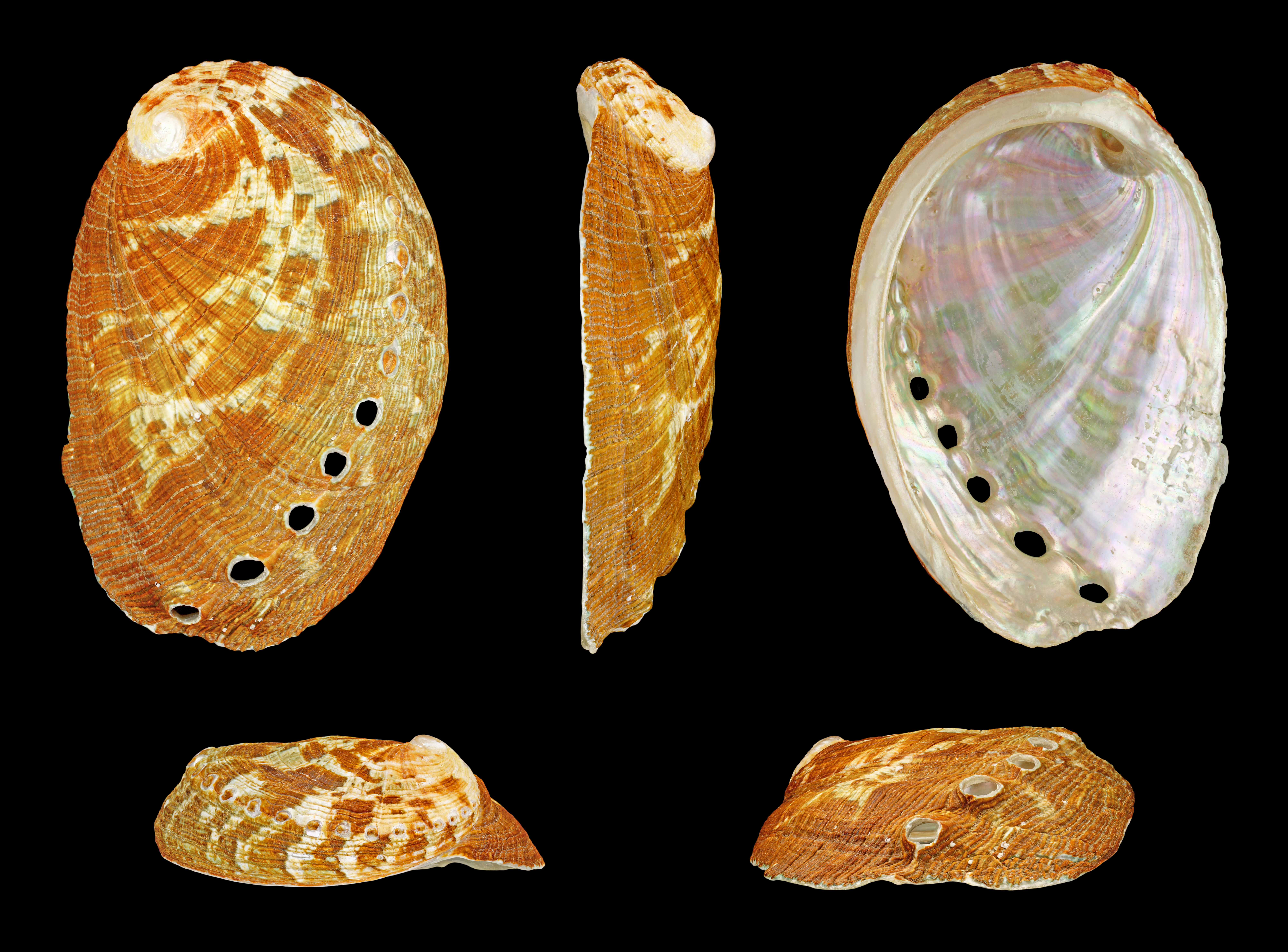
Haliotis tuberculata (Europe)
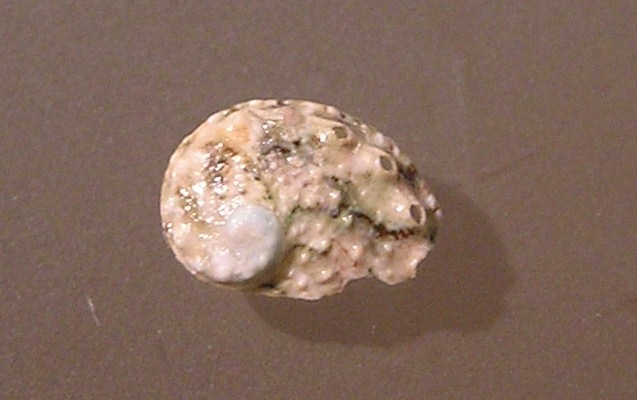
Haliotis unilateralis
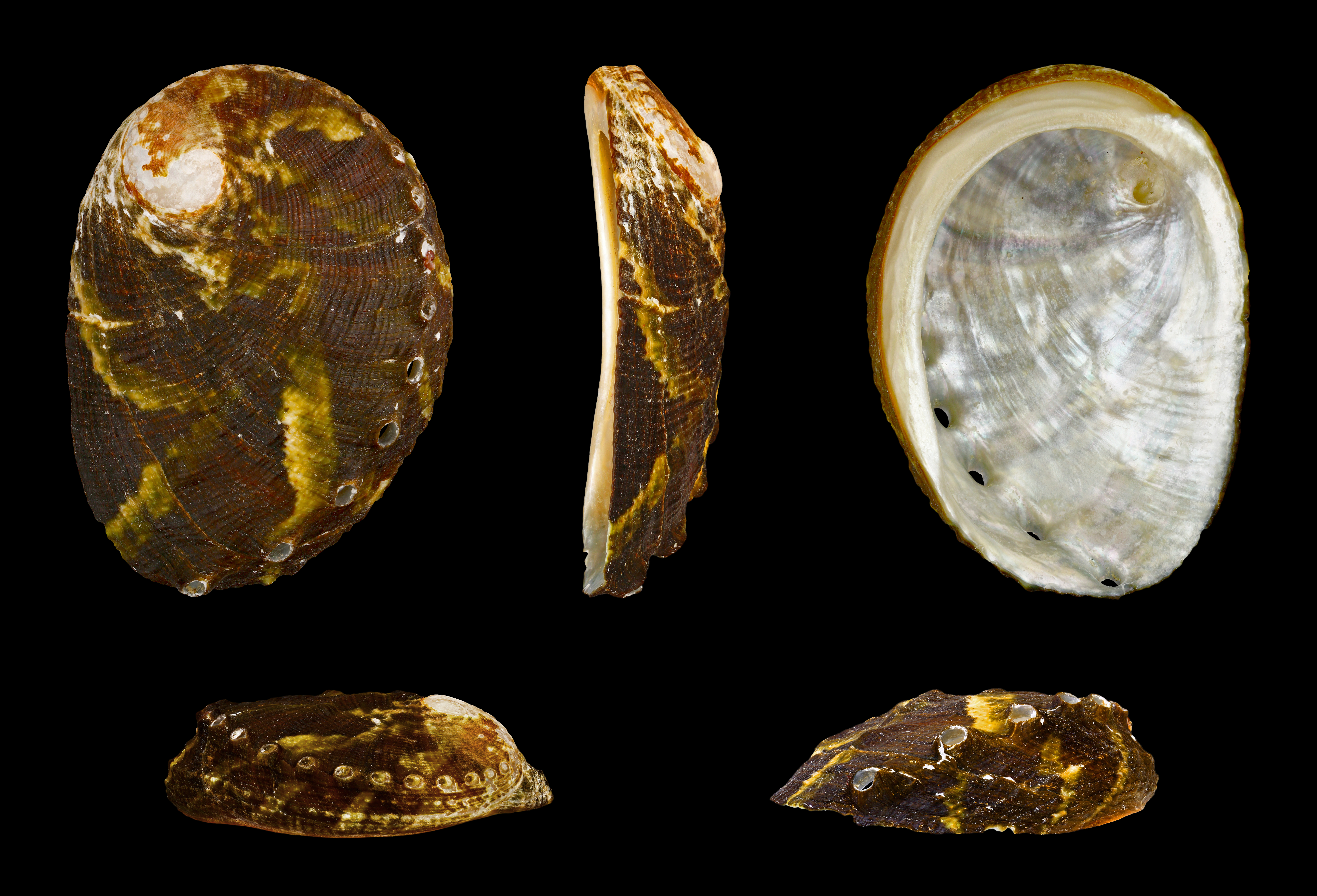
Haliotis varia
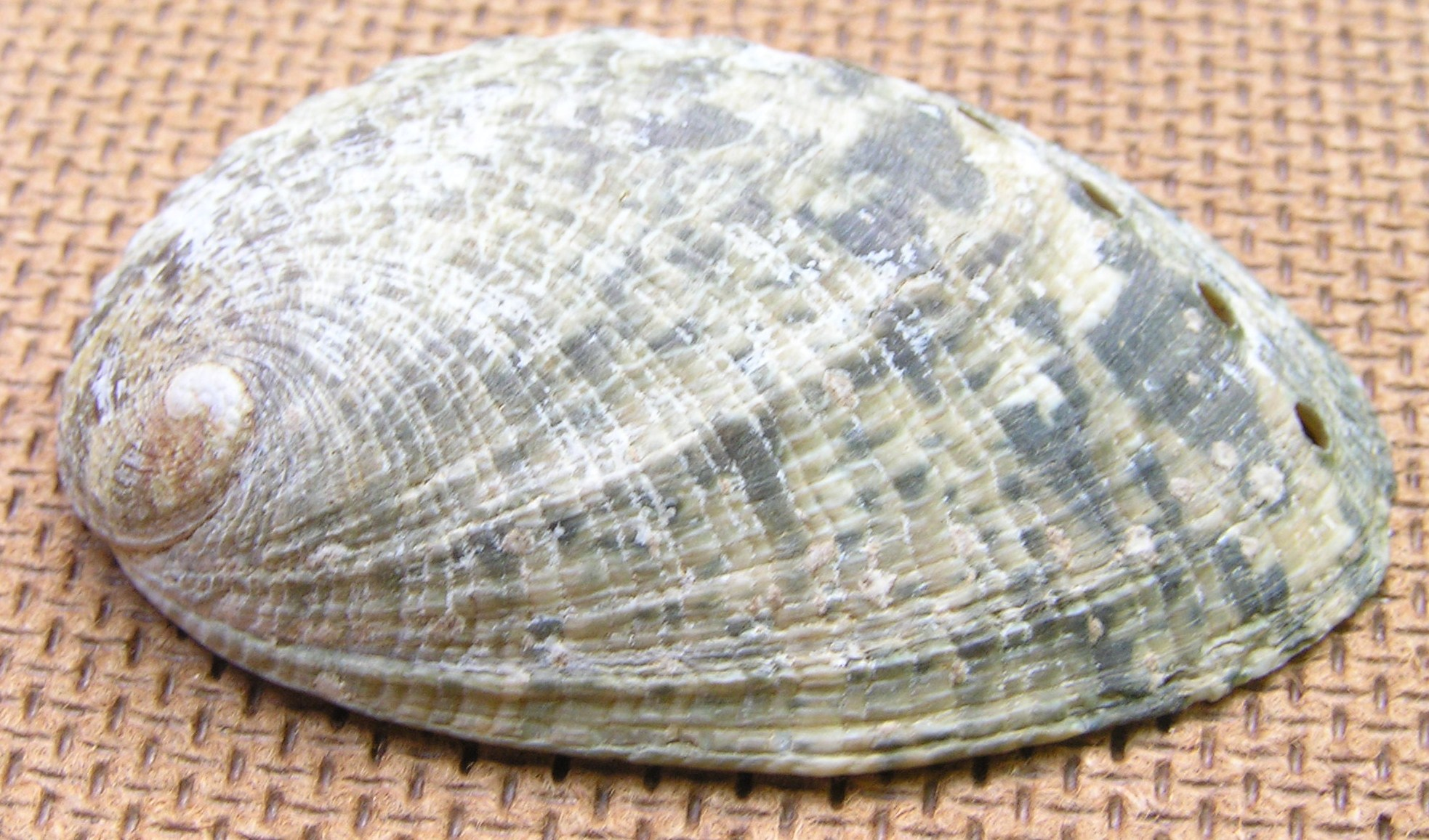
Haliotis virginea
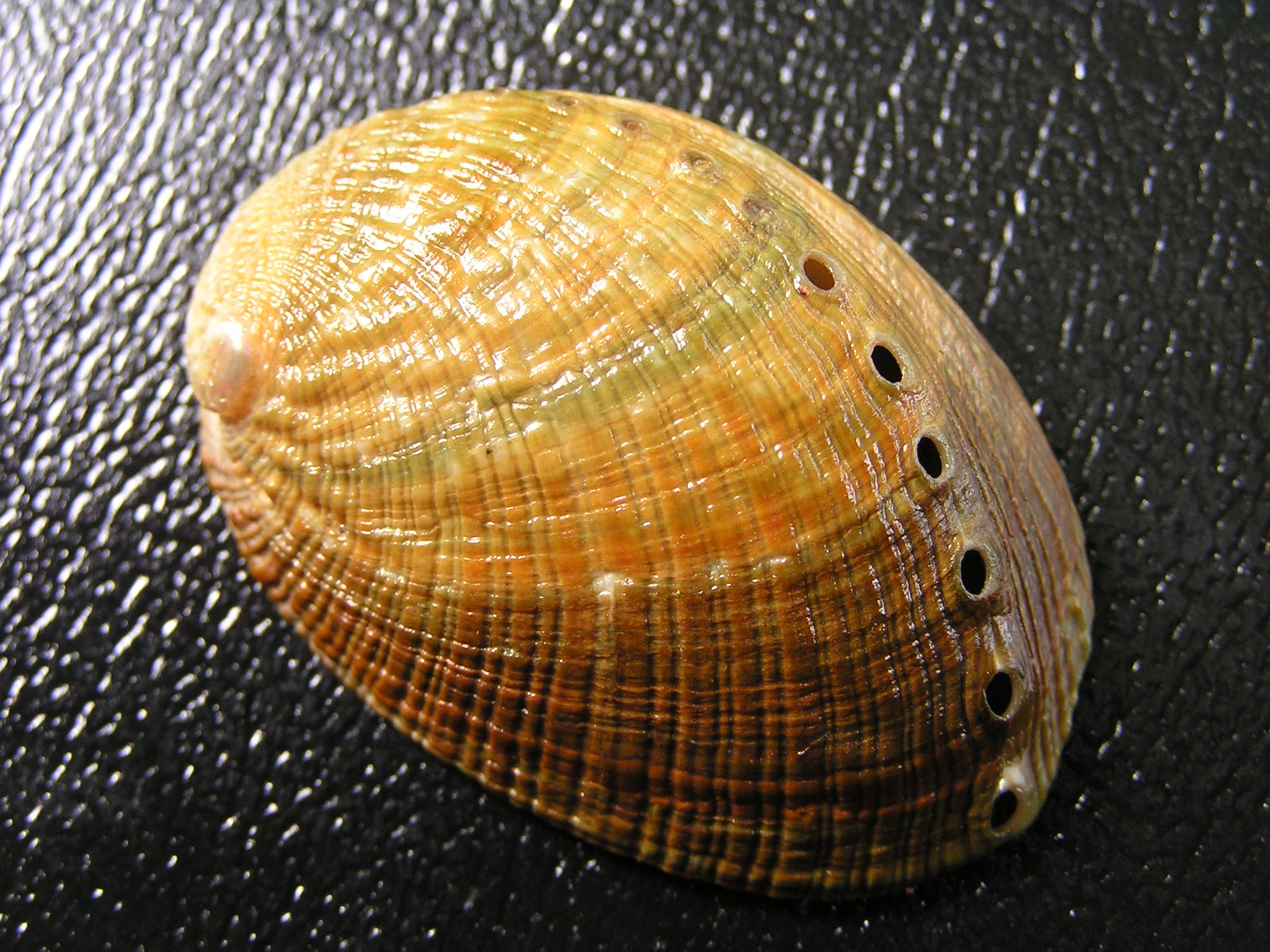
Haliotis walallensis